# Nîmes Olympique
Pour les articles homonymes, voir NO.
Vous lisez un « bon article » labellisé en 2022.
Maillots
Actualités
Dernière mise à jour : 4 août 2025.
Le Nîmes Olympique (ou NO) est un club de football français fondé en 1937 et situé à Nîmes. Sans pouvoir en revendiquer l'héritage, il fait suite à la disparition en 1937 du Sporting Club nîmois, ancien club professionnel de la ville fondé en 1901. 
Une décennie après la création du club, le NO remporte son premier titre en 1950. Sacré champion de deuxième division, il accède alors pour la première fois de son histoire à la première division. Dans les années 1950, les Nîmois s'installent parmi les meilleures équipes de l'élite française : barrés par le Stade de Reims, ils terminent successivement trois fois vice-champions de France. Dans les années 1960, ils participent à deux finales de Coupe de France et connaissent une brève descente en deuxième division durant une saison. La décennie suivante est marquée par les premières rencontres européennes du club ainsi qu'une nouvelle place de vice-champion en 1972.
Durant les années 1980, cette période faste s'estompe et se caractérise par une installation du club gardois en Division 2. Bien que renforcé par des recrutements onéreux qui lui permettent de retrouver l'élite en 1991, le NO s'enlise par la suite et prend part pour la première fois de son histoire à la troisième division en 1995. Paradoxe de cette lente descente, le club nîmois participe à une finale de Coupe de France en 1996, devenant le premier club de troisième division à atteindre ce stade de la compétition et lui permettant ainsi, la saison suivante, de retrouver des rencontres européennes. Nonobstant un retour en Division 2 en 1997, le Nîmes Olympique redescend en troisième division dans les années 2000 et perd son statut professionnel pour la première fois depuis soixante ans.
Les années 2010 voient le club languedocien se stabiliser en Ligue 2 après avoir retrouvé cette division en 2008. Malgré plusieurs changements de président et une suspicion de matchs arrangés en 2014, le Nîmes Olympique revient en Ligue 1 en 2018 mais ne parvient pas à s'y installer longuement. Au début des années 2020, le NO connaît trois descentes en l'espace de cinq saisons et évolue pour la première fois de son histoire en quatrième division.
Le club est présidé depuis juillet 2025 par Thierry Cenatiempo, actionnaire majoritaire depuis la même année. Il est entraîné depuis juillet 2025 par Mickaël Gas. Les joueurs évoluent en National 2 et sont surnommés les Crocodiles, référence à l'emblème de la ville et à son histoire.
Dès 1937, le stade Jean-Bouin accueille les rencontres à domicile du club gardois jusqu'à la fin des années 1980, avant d'être détruit quelques années plus tard. De 1989 à 2022, le Nîmes Olympique évolue au stade des Costières. En décembre 2022, le club s'installe au stade des Antonins dans l'attente d'une nouvelle enceinte en lieu et place des Costières.

## Histoire

### Origines (1937-1949)
Le Sporting Club nîmois (SCN), fondé en novembre 1901, participe en 1932 au premier championnat de France de football professionnel. En juin 1935, le club abandonne son statut professionnel à la suite d'importantes difficultés financières. Sa dissolution définitive s'opère en 1937 : à la fin de l'existence du club, les dirigeants du SCN rendent impossible la reprise du club à un éventuel successeur. Cette décision empêche le Nîmes Olympique, futur club professionnel de la ville, de prendre officiellement la suite du Sporting Club nîmois.

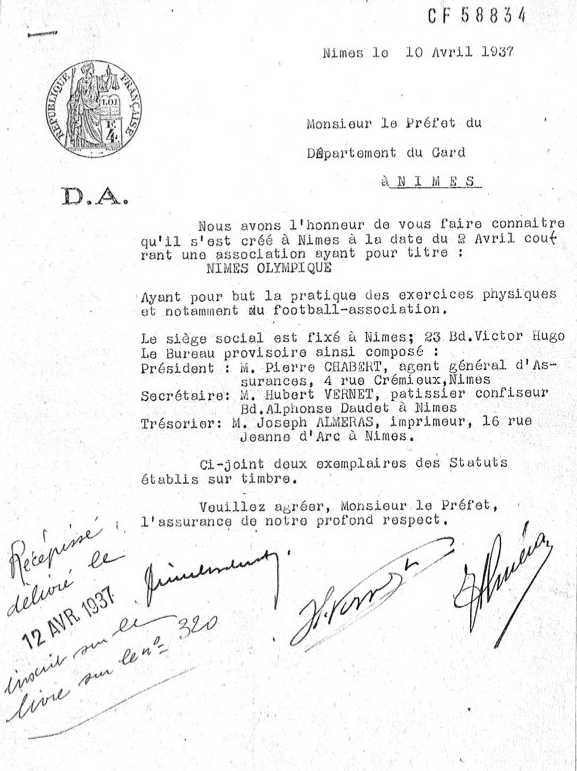
Statuts de l'association Nîmes Olympique.

Rapidement, de nombreuses personnalités locales, dont certaines liées au SCN, souhaitent retrouver un club de football professionnel dans la ville,. En janvier 1937, une réunion est organisée devant le grand public afin de faire émerger une nouvelle entité à Nîmes. Le Nîmes Olympique est fondé le 2 avril; le 6 avril, une conférence de presse dévoile le fonctionnement du nouveau club tandis que le 10 avril, l’association Nîmes Olympique est déclarée à la préfecture (laquelle est publiée au journal officiel le 21 avril),. Bien que partant sans passif, le club organise divers évènements avant la période estivale afin d'obtenir des moyens de financement. Le 4 juin, la participation du Nîmes Olympique à la deuxième division professionnelle (Division interrégionale) est acceptée, et le 1er juillet, l'arrivée d'Harry Ward en qualité d'entraîneur-joueur est officialisée.
Pour la première saison du nouveau club, l'effectif réunit majoritairement des joueurs de la région. Plusieurs d'entre eux sont passés par le SCN comme l'Anglais Ward. Il connaît des débuts difficiles comme en témoigne le premier match amical perdu contre le SO Montpellier (1-5) le 8 août et la première rencontre officielle où l'AS Saint-Étienne s'impose deux buts à zéro le 22 août. En terminant derniers de leur poule, les Nîmois se retrouvent dans un groupe de « complément » où ils finissent septième. Lors de la saison 1938-1939, et bien que marquée par le décès d'un de ses joueurs à la fin d'un match, l'équipe finit quatorzième en étant performante à domicile (une seule défaite au stade Jean-Bouin).
Avec l'arrivée de la Seconde Guerre mondiale, l'effectif nîmois est déstabilisé par le départ de joueurs mobilisés à l'instar du nouveau président Jean Chiariny. Difficilement, Marcel Gébelin, joueur-entraîneur de 1939 à 1942, et Robert Peyronnier, qui gère temporairement le club, arrivent à reconstituer une équipe. Durant cette période, le NO évolue dans le championnat de guerre et effectue quelques prestations en Coupe de France où il atteint les demi-finales en 1943. La même année, le régime de Vichy, par le biais du directeur des sports Joseph Pascot, interdit toute section professionnelle : Nîmes continue sous statut amateur et se voit déposséder de joueurs ralliant l'équipe fédérale Montpellier-Languedoc pour la saison 1943-1944. Le club gardois redevient professionnel lors de la saison 1944-1945 et prend part de nouveau au championnat de guerre.
Après le retour de captivité de Chiariny, la saison 1945-1946 se ponctue par une quatrième place en deuxième division. Sous la direction de l'entraîneur René Dedieu, le club se stabilise ensuite en obtenant des places dans le milieu du classement (9e en 1947, 13e en 1948). La saison 1948-1949 marque l'arrivée de joueurs confirmés comme Marcel Rouvière, Kader Firoud, Stéphane Dakowski et Stanislas Golinski. Décevante dans un premier temps, l'équipe connaît un regain de forme en cours de saison à la suite de l'intronisation de Pierre Pibarot: le club termine cinquième de son championnat et parvient en quart de finale de la Coupe de France en s'inclinant face au futur vainqueur de la compétition, le Racing Club de Paris.

### Années glorieuses (1949-1963)
La saison 1949-1950 confirme cette embellie. Réorganisé dans sa direction interne à l'intersaison, le club se renforce avec Edmond Haan, prêté par le RC Strasbourg et qui terminera meilleur buteur du championnat. Au mercato d'hiver, Nîmes recrute l'international néerlandais Theo Timmermans. En gardant la grande majorité de ses éléments clés, Nîmes entame dès son premier match une série de 28 rencontres sans défaite. Cette régularité permet au NO de remporter son premier trophée et d'accéder à l'élite. En Coupe de France, les Crocodiles réalisent également des exploits : après avoir battu le Toulouse FC, bien classé en première division, ils s'imposent nettement face aux Girondins de Bordeaux, futurs champions de France, et se qualifient contre le FC Sochaux (D1). Ils s'inclinent de nouveau en demi-finale contre le RC Paris, tenant en titre.

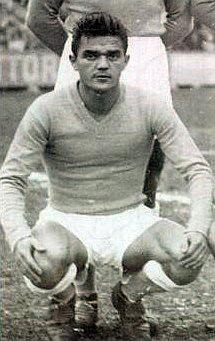
En 1952, Joseph Ujlaki devient le troisième international français du Nîmes Olympique.

Pour compenser le départ d'Haan, dont le prix d'achat est inaccessible pour le Nîmes Olympique, le club mise sur Joop Brandes, un autre international néerlandais, et sur Joseph Ujlaki. Lors de leur première saison en Division 1, les joueurs de Pibarot terminent à une probante cinquième place en étant à la lutte pour le titre durant l'intégralité du championnat. Cette montée en puissance s'accompagne d'un public de plus en plus nombreux autour du club,.
Les bonnes performances se poursuivent jusqu'au milieu des années 1950 où le Nîmes Olympique se place toujours en première partie de tableau (6e en 1952, 5e en 1953, 9e en 1954). Cependant, les arrêts successifs de Marcel Rouvière et de Kader Firoud, victime d'un accident de voiture stoppant sa carrière de joueur, fragilisent l'équilibre de l'équipe et coïncident avec une baisse des résultats lors de la saison 1954-1955. À l'issue de celle-ci, les deux hommes reviennent au club et occupent ensuite des postes majeurs : Rouvière prend en charge la formation et l'équipe réserve, là où Firoud récupère les rênes de l'équipe professionnelle.
En 1956, le club obtient un deuxième trophée avec la Coupe Charles Drago. Cependant, et bien qu'obtenant des résultats honorables dans les coupes où Nîmes s'y engage, l'entraîneur peine dans un premier temps à relever le classement du club. Le début de la période faste s'enclenche réellement à partir de la saison 1957-1958, symbolisée par l'avènement des prolifiques Bernard Rahis et Hassan Akesbi. En effet, le NO termine vice-champion de France pour la première fois de son histoire derrière le Stade de Reims, considéré comme l'une des meilleures équipes d'Europe. Cette hégémonie rémoise empêche le NO de remporter la finale de la Coupe de France (1-3), l'équipe étant rapidement en infériorité numérique à la suite de la blessure d'André Schwager qui ne pouvait être remplacé. Toujours face à Reims, cette malchance se poursuit lors du Challenge des champions de 1958 (1-2).
Souvent en tête du classement à la fin de l'automne, Nîmes finit encore vice-champion lors des saisons 1958-1959 et 1959-1960, barrés successivement par l'OGC Nice et Reims de nouveau. Favoris de la finale de Coupe de France en 1961, les Crocodiles perdent leur duel face à l'UA Sedan Torcy (1-3). Leaders à la veille du dernier match de championnat, les Nîmois s'inclinent contre le Stade français (1-0) pour l'ultime rencontre de la saison 1961-1962 et finissent troisièmes. Paradoxe de cette défaite, le but adverse est inscrit par Henri Skiba, attaquant majeur du NO à la fin des années 1950.

### Stabilisation en première division (1963-1980)
Au milieu des années 1960, le départ de Kader Firoud en tant qu'entraîneur, combiné à celui de joueurs majeurs de la décennie précédente, freine cette régularité dans les premiers rôles. De 1963 à 1967, le club joue le maintien et dispute les barrages à trois reprises. Le dernier est fatal à l'équipe de Pierre Pibarot et de Marcel Rouvière : en concédant un match nul contre l'AS Aix, le Nîmes Olympique est relégué en deuxième division. Finalement, le club gère sa descente à l'échelon inférieur et remonte immédiatement en première division à la fin de la saison 1967-1968.

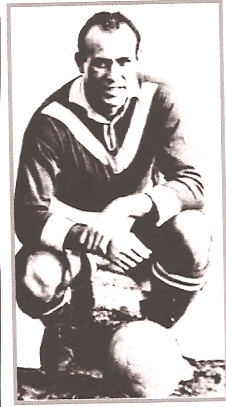
Depuis les années 1950, Marcel Rouvière est le formateur en chef du club.

Le club, guidé par les préceptes de Rouvière, accentue sa politique de formation et se voit récompenser de trois succès en Coupe Gambardella durant cette décennie. Ainsi, beaucoup de jeunes joueurs formés « à la nîmoise » font leurs débuts en professionnel. Plusieurs sont témoins de la transition entre les deux générations à l'instar de Michel Mézy ou Louis Landi et participent aux bons résultats du club au début des années 1970,.
Lassé du manque de moyens à l'issue de son premier mandat d'entraîneur, Firoud récupère l'équipe de Marcel Tomazover en 1969 et la redresse progressivement au classement. Manager du club, l'entraîneur s'implique grandement dans le recrutement. La réussite qui suit sa nomination s'explique par une base importante de joueurs locaux, d'étrangers de renom et d'éléments inconnus qui s'illustrent sous son autorité (André Kabile et Jean-Pierre Adams notamment).
Emmenés par l'attaquant Jacky Vergnes, les Crocodiles retrouvent un public plus nombreux et finissent ainsi quatrièmes en 1970. Récompensés de ce parcours, ils disputent leur première compétition européenne la saison suivante. Dans la lignée de cette dernière, l'équipe garde son ossature et termine vice-championne de France après une lutte acharnée avec l'Olympique de Marseille lors de la saison 1971-1972. Sans parvenir à passer un tour en Europe durant deux ans, les coéquipiers du capitaine Henri Augé se hissent malgré tout en demi-finale de la coupe nationale en 1973.
Hormis une quatrième place en 1975, le club stagne ensuite dans le ventre mou jusqu'en 1980. Formé au NO et directeur du centre de formation, Henri Noël remplace Firoud en janvier 1978 après une série de contre-performances. Avec des transferts réguliers vers le Montpellier Paillade SC, le club perd des éléments cadres et le niveau de l'équipe s'étiole logiquement à partir du milieu des années 1970.

### Déclin sportif progressif (1980-1993)
À la suite des départs de joueurs historiques, le Nîmes Olympique n'arrive pas à assurer la transition avec la nouvelle génération d'éléments formés au club. En 1980, René Girard est vendu aux Girondins de Bordeaux dans un souci d'impératif économique. Ce déclin progressif, tant sur le plan financier que sportif, acte la relégation du club en 1981. Cet échec marque la fin d'une ère où le club évolue au plus haut niveau durant une trentaine de saisons. Malgré un retour dans l'élite lors de la saison 1983-1984, le NO s'installe majoritairement dans des divisions inférieures par la suite.

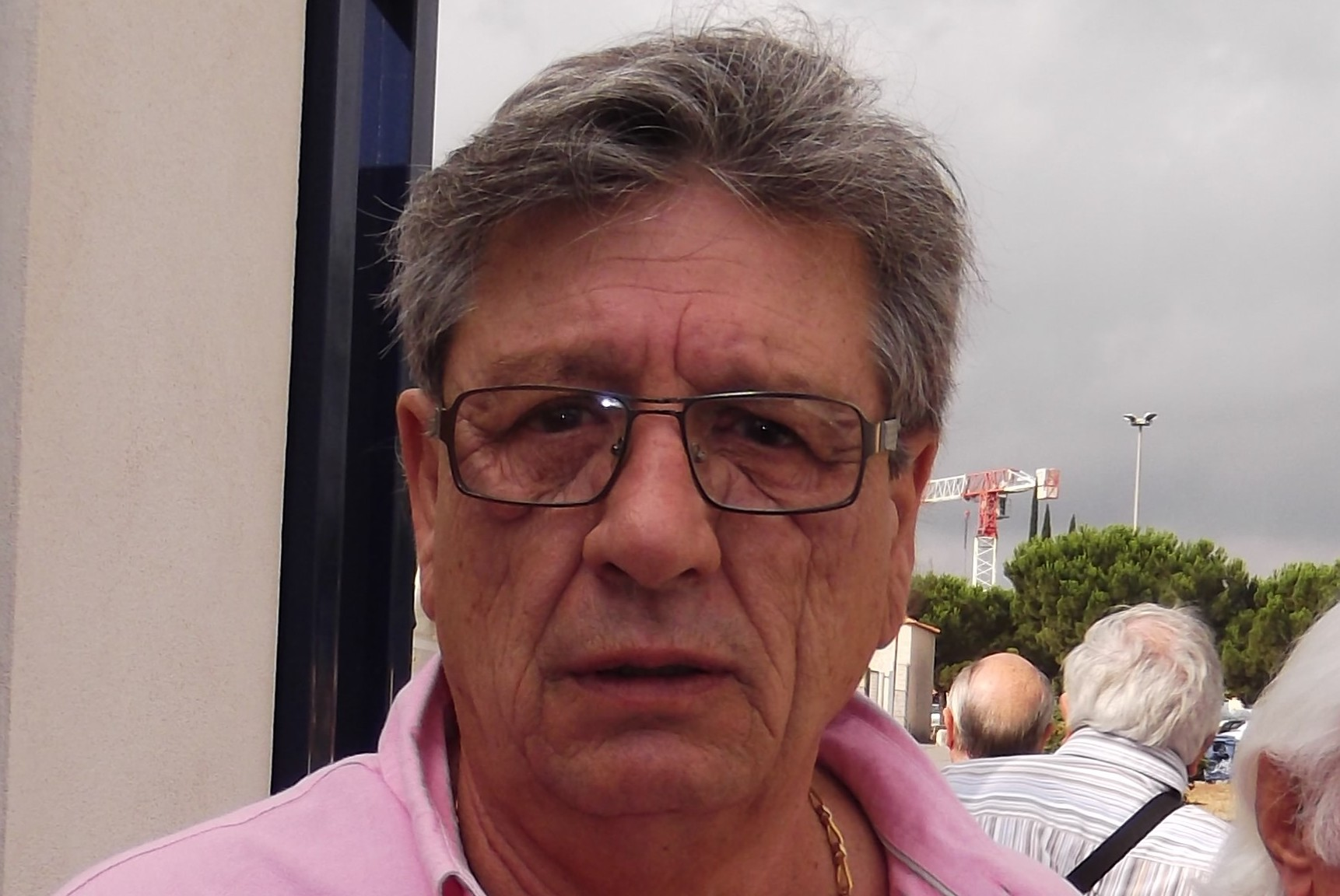
Michel Mézy, joueur phare du club, devient dirigeant puis entraîneur dans les années 1990.

Maire de la ville et président depuis 1982, Jean Bousquet dote le club d'infrastructures modernes : le nouveau centre de formation ouvre en 1985 et le stade des Costières est inauguré en 1989. Pendant son mandat, il ramène des joueurs étrangers de qualité mais les effectifs sont régulièrement modifiés. Ainsi, et bien que souvent placé pour monter, le NO ne parvient pas à finir sur le podium durant trois saisons consécutives.
À partir de 1988, Bernard Boissier récupère l'équipe et termine à deux reprises barragiste sans pouvoir s'y imposer,. Lors de la saison 1990-1991, l'entraîneur argentin Daniel Roméo permet au club de finir premier du groupe A de la deuxième division. Il ne remporte cependant pas le titre puisque battu par Le Havre AC lors d'un match pour désigner le champion.
Au début des années 1990, la brève remontée en première division s'accompagne du retour d'anciennes gloires parmi les dirigeants : Michel Mézy devient président délégué, Jacky Novi prend en charge le centre de formation et Girard, après être revenu brièvement en tant que joueur, passe directeur sportif. Par ailleurs, Romeo, qui n'a pas de diplôme d'entraîneur reconnu en France, est épaulé par Pierre Barlaguet au début de la saison 1991-1992. Aidé par la municipalité qu'il dirige et un sponsor local, Bousquet opère un recrutement onéreux d'internationaux français avec Éric Cantona (qui quitte Nîmes en cours d'année), William Ayache et Philippe Vercruysse.
Malgré ces investissements importants, les Crocodiles finissent quinzièmes en se maintenant à l'avant-dernière journée. Durant cette période, cette inefficacité sportive s'explique notamment par une grande transversalité des fonctions en interne : Girard, également chargé de la formation, passe d'entraîneur à directeur sportif. De son côté, Mézy cumule la présidence avec la gestion de l'équipe après la démission de Léonce Lavagne. Consumée par ces changements, l'équipe est de nouveau reléguée à l'issue de la saison 1992-1993.

### Relégations en troisième division (1993-2008)
Après être retombé en Division 2, le club compose avec une situation financière fragile et tente de se restructurer à la suite de l'exil de joueurs importants (Laurent Blanc, Vercruysse et José Luis Cuciuffo). La transition reste complexe, le NO frôlant rapidement avec la zone de relégation. Dirigés par René Exbrayat, les Crocodiles s'améliorent lors de la deuxième partie de saison 1993-1994 et terminent quatrièmes en échouant de peu à la remontée. Malgré ces bons résultats, l'entraîneur profite d'une clause libératoire pour rejoindre le FC Martigues à l'issue de la saison.
Cette accession ratée laisse place à une instabilité chronique. Durant l'été 1994, Richard Perez, membre du comité de gestion du club, est porteur d'un projet de reprise et reçoit brièvement des prérogatives sportives par la direction. Le NO recrute de nombreux joueurs et Josip Skoblar en tant qu'entraîneur sans que Michel Mézy, toujours président délégué et manager du club, ne soit consulté,. Après des mois de conflits en interne, ce dernier démissionne de son poste en octobre 1994. Dans ce contexte, trois entraîneurs se succèdent pendant la saison et plusieurs joueurs partent rapidement. Le Nîmes Olympique termine ainsi à la dernière place du championnat et tombe en troisième division pour la première fois de son histoire.

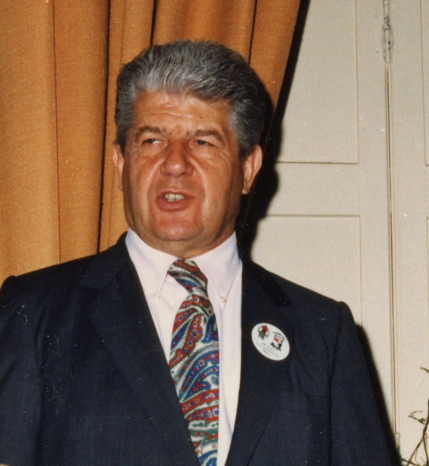
Jean Bousquet récupère la présidence du club en 1982 avant de la quitter en 1995.

Battu aux élections municipales, le président Jean Bousquet quitte ses fonctions en juin 1995 et laisse d'importants problèmes financiers au club,. La saison suivante, débutée sans président à la reprise des entraînements, voit de jeunes éléments issus de la région ou du centre de formation apparaître régulièrement dans le groupe. En Coupe de France, les joueurs de Pierre Barlaguet éliminent trois clubs de Division 1. En demi-finale, le Nîmes Olympique bat le MHSC dans un derby qui marque les esprits. Vaincu en finale par l'AJ Auxerre, le club devient le premier à atteindre ce niveau de compétition en évoluant à un échelon aussi bas et l'équipe est accueillie à son retour par des milliers de supporters à l'aéroport de Garons,. Paradoxe de cette réussite, le NO termine en revanche relégable en championnat avec une potentielle descente en quatrième division. Finalement, à la suite du dépôt de bilan de l'US Valenciennes, un repêchage s'effectue au détriment de La Roche VF sur le motif de l'ancienneté.
Précédemment directeur sportif du club, Pierre Mosca en devient l'entraîneur après le départ de Barlaguet. À la suite de son parcours en coupe nationale, Nîmes dispute de nouveau une compétition européenne et passe un tour face au Budapest Honvéd avant de s'incliner face à l'AIK Fotboll. Comme la saison précédente, les joueurs formés au club constituent une part importante du groupe nîmois. En 1997, ils finissent champions de troisième division.
De 1997 à 2001, le Nîmes Olympique s'installe en deuxième division sous les ordres de Serge Delmas puis de Dominique Bathenay. Lors de la saison 2001-2002, Michel Coencas rachète le club et Bernard Boissier devient l'entraîneur de l'équipe en décembre. Avec le départ de Mickaël Pagis la saison précédente, Boissier se retrouve sans élément offensif de valeur et ne peut éviter la descente en National. Comme en 1999, le NO atteint cependant la demi-finale de la Coupe de France face au futur vainqueur de la compétition.
Au début de saison 2002-2003, la situation sportive reste compliquée avec l'interdiction de recrutement prononcée par la DNCG et les nombreux départs faisant suite à la relégation,. L'arrivée en novembre 2002 du nouvel actionnaire principal Jean-Louis Gazeau permet au club d'assainir une situation financière précaire. Nommé en début de saison, François Brisson connaît en championnat une série de neuf matchs sans victoire (dont sept défaites) entre février et mars 2003. Par conséquent, il est licencié au profit de Patrick Champ qui entraîne les Crocodiles à partir d'avril 2003.
Gazeau choisit ensuite Didier Ollé-Nicolle pour diriger l'équipe. Il ne peut empêcher la perte du statut professionnel en 2004, une première depuis soixante ans. Ollé-Nicolle connaît une participation en demi-finale de Coupe de France après avoir battu quatre équipes de l'élite. Il est remplacé par Régis Brouard à l'été 2005. Aidé d'un budget important pour la troisième division, il échoue plusieurs fois aux portes de l'accession au niveau supérieur. Son départ est acté en octobre 2007. Le club, qui recrute dans un premier temps Laurent Fournier, privilégie ensuite une piste interne après la démission de ce dernier. Entraîneur de la réserve, Jean-Luc Vannuchi coache l'équipe première à partir de décembre 2007. La venue de l'attaquant Robert Malm (16 buts sur la phase retour) au mercato hivernal l'aide grandement à effectuer une excellente deuxième partie de saison.

### Retour au professionnalisme (2008-2015)
Pour la dernière rencontre de championnat, l'attente générée permet d'obtenir une affluence conséquente au stade des Costières. Après sa victoire face au Stade lavallois (3-1), Nîmes termine troisième de National, retrouve la Ligue 2 et un statut professionnel en mai 2008. La saison suivante, les joueurs de Vannuchi éprouvent rapidement des difficultés se caractérisant notamment par une élimination précoce en coupe. Dernière à la trêve, l'équipe voit alors l'arrivée de Jean-Michel Cavalli. Malgré plusieurs affaires extra-sportives au cours de la saison,, l'entraîneur récolte 31 points sur la phase retour et sauve finalement le club de la relégation lors de la dernière journée en 2009.

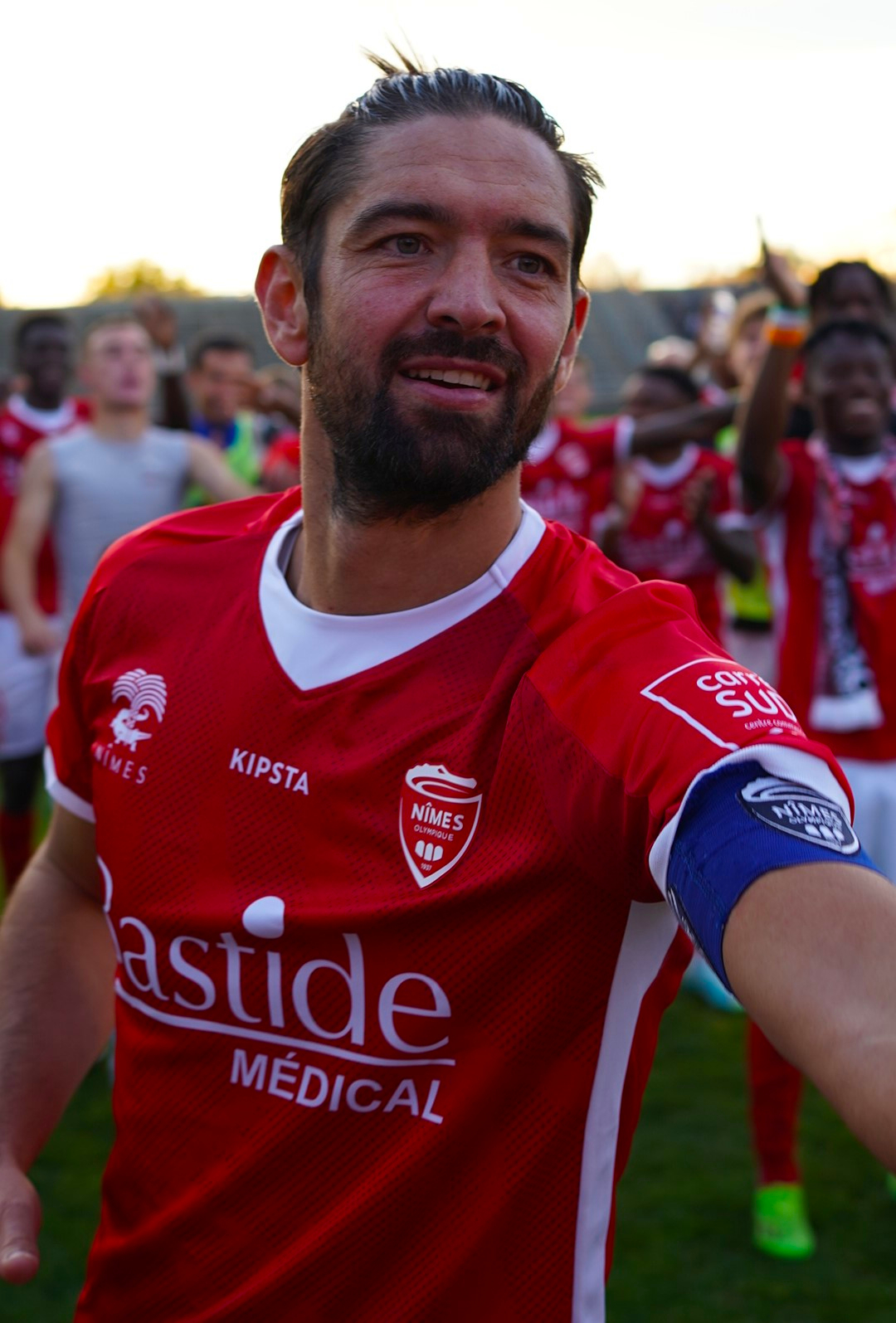
Benoît Poulain est le capitaine du Nîmes Olympique de 2010 à 2014.

Après une saison de relative stabilité, la saison 2010-2011 voit le passage successif de trois entraîneurs. Dans un premier temps, Cavalli est remplacé par le directeur du centre de formation Noël Tosi. En mars 2011, ce dernier démissionne et laisse finalement sa place à Thierry Froger. Lors du mercato d'hiver, et alors qu'il se situe en milieu de tableau, le club vend des joueurs cadres comme Benjamin Moukandjo. Ces cessions compromettent la suite du parcours en championnat et entraînent une nouvelle relégation en National.
Malgré trois défaites inaugurales, le club finit de nouveau champion de troisième division lors de la saison 2011-2012. À l'issue de celle-ci, Froger ne prolonge pas et passe le relais à Victor Zvunka. Pour leur retour en Ligue 2, les Crocodiles finissent huitièmes en luttant régulièrement pour la montée en première division,. Avec le départ de Nicolas Benezet, la saison 2013-2014 est plus difficile. Au cours de cette dernière, Jean-Louis Gazeau cède le club à Jean-Marc Conrad. Après avoir récupéré l'équipe en décembre 2013, René Marsiglia obtient le maintien.
Pour la saison 2014-2015, Conrad recrute José Pasqualetti comme entraîneur et enrôle l'attaquant expérimenté Toifilou Maoulida. Dirigeant précédemment l'US Le Pontet (CFA), il transfère de nombreux éléments issus du club vauclusien à l'instar de plusieurs joueurs et du coordinateur sportif,. L'intersaison est également marquée par des annonces de recrues n'aboutissant pas et par le départ du capitaine Benoît Poulain qui n'est pas prolongé. Le budget du club est lui temporairement retoqué par la DNCG ce qui fait planer une descente potentielle en National jusqu'en juillet 2014.
En novembre 2014, le nouveau président est soupçonné de tricherie visant à assurer le maintien du NO la saison précédente. Cette suspicion fait craindre une disparition du club et voit alors un rassemblement de supporters, d'élus et de joueurs être organisé devant les arènes de Nîmes. La mise en examen de deux dirigeants entraîne des semaines d'instabilité et aboutit à l'intronisation d'un nouvel actionnaire majoritaire, Rani Assaf. Finalement, Jean-Marc Conrad démissionne et est remplacé par Christian Perdrier. Quelques mois plus tard, la LFP annonce une rétrogradation administrative pour la saison suivante mais cette décision est déjugée par la FFF en mai 2015. L'équipe termine à la 13e place.
Lors de la saison 2015-2016, le club repart en deuxième division avec une pénalité de huit points. Le manque d'attractivité qui en découle oblige le Nîmes Olympique à signer quelques joueurs à la charte,. En grande difficulté au classement et lassé de la situation, Pasqualetti quitte de lui-même son poste en novembre 2015 après un match de coupe. Pour récupérer la place vacante, le président Perdrier choisit une solution interne face à l'urgence de la situation et nomme Bernard Blaquart qui dirige alors le centre de formation du club.

### L'ère Blaquart (2015-2020)
L'arrivée en tant qu'entraîneur de Bernard Blaquart se fait dans un contexte difficile. Cependant, son rôle de directeur du centre de formation l'aide à incorporer plus facilement les jeunes formés au club dans l'équipe : il repositionne avec succès par exemple plusieurs joueurs comme Anthony Briançon, Théo Valls et Renaud Ripart qu'il a pu diriger précédemment,. Malgré des débuts mitigés, ces ajustements s'avèrent décisifs à partir de janvier 2016 et les Crocodiles, derniers à la trêve hivernale, obtiennent finalement leur maintien. Ce regain de forme en deuxième partie de saison s'accompagne d'une affluence plus importante au stade, de retours victorieux célébrés à la gare de Nîmes, d'une image plus positive et d'un nouvel élan autour du club,.

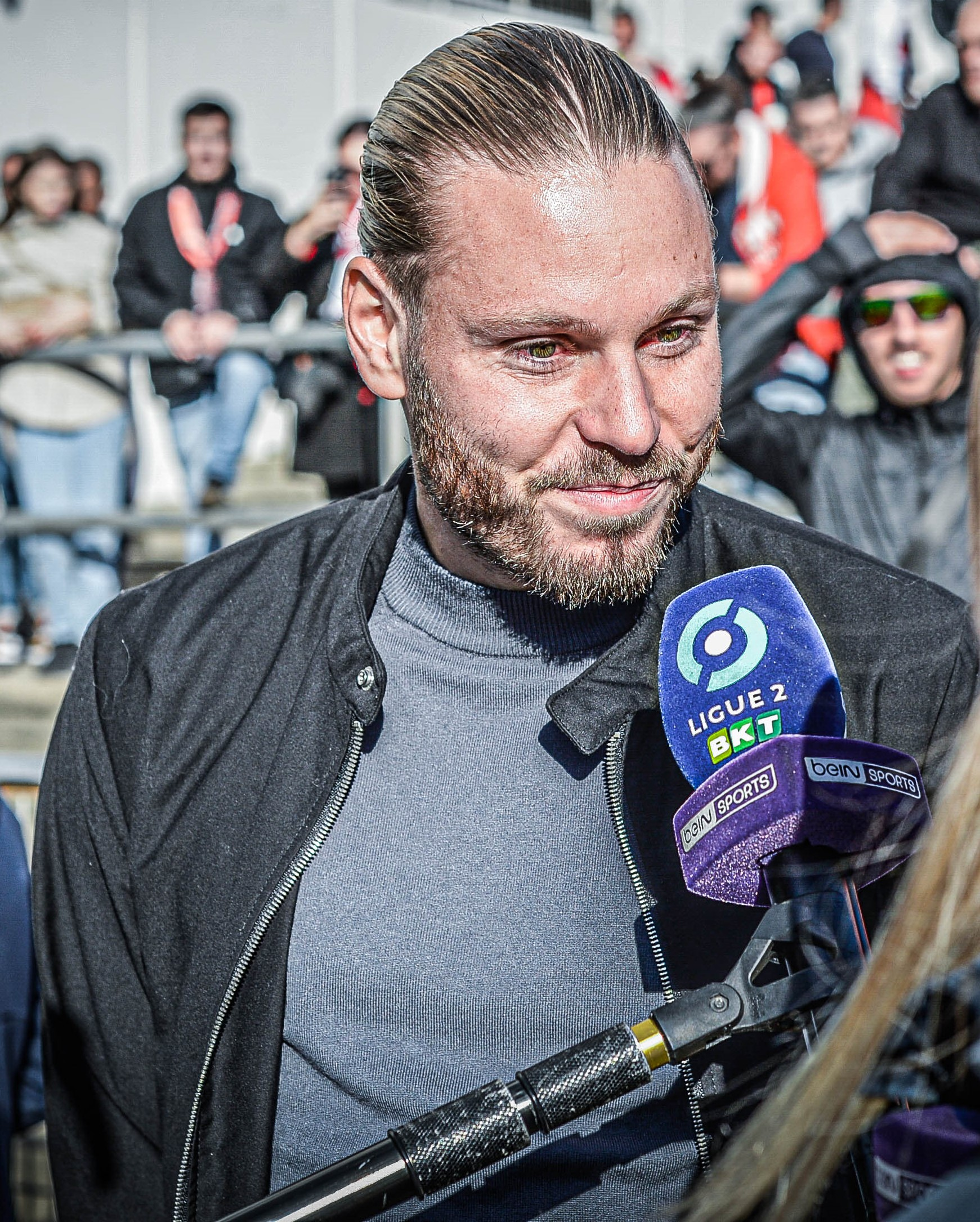
Renaud Ripart est le joueur le plus utilisé des années 2010.

En juin 2016, l'actionnaire principal Rani Assaf devient président du Nîmes Olympique à la suite de désaccords sur la gestion financière du club. Sportivement, l'équipe confirme sa fin de saison précédente et lutte jusqu'à l'ultime rencontre de championnat pour accéder à la première division. Sous la houlette du directeur sportif Laurent Boissier,, le club opère un recrutement cohérent lors de l'exercice suivant à l'image de l'arrivée d'Umut Bozok qui finit meilleur buteur de Ligue 2. En réussite offensivement, le NO termine deuxième lors de la saison 2017-2018 avec 73 points (meilleur bilan de l'histoire du club) et retrouve l'élite après vingt-cinq ans d'absence.
Cette embellie sportive se poursuit avec la remontée en Ligue 1. En effet, le club remporte des victoires prestigieuses et réussit à se stabiliser à la neuvième place, soit la meilleure position obtenue depuis 1979. Ce retour au haut niveau acte à l'issue de la saison la plus grosse vente de l'histoire du Nîmes Olympique : Téji Savanier, meilleur passeur du championnat et élément majeur depuis 2015, rejoint le rival montpelliérain pour environ 10 000 000 euros. Durant ce mercato d'été 2019, le club est fragilisé par le départ d'une quinzaine de joueurs et celui du directeur sportif qui quitte son poste durant un mois avant de le reprendre en août,.
En manque de solutions offensives, l'équipe ne parvient pas la saison suivante à reproduire les performances des années précédentes. Au mercato d'hiver, plusieurs joueurs renforcent les Crocodiles après l'arrivée d'un nouveau directeur sportif et permettent une remontée à la dix-huitième place. Exceptionnellement, cette position est synonyme de maintien en raison de l'arrêt du championnat causé par la pandémie de Covid-19. En parallèle, Blaquart manifeste au cours de la saison un épuisement et des désaccords vis-à-vis des dirigeants. Il est finalement limogé en juin 2020.

### Chute vers la quatrième division (depuis 2020)
Intervenue en décembre 2019, l'arrivée de Reda Hammache en tant que directeur sportif marque un changement dans la tactique du club à partir de la saison 2020-2021 : elle s'axe désormais sur une politique assumée de « trading »,, sur une cellule de recrutement nouvellement créée, et voit ainsi l'arrivée plus régulière de joueurs étrangers comme Birger Meling, Niclas Eliasson ou Andrés Cubas.
Parallèlement, la direction fait confiance à Jérôme Arpinon, ancien adjoint de Blaquart, pour gérer l'équipe. Présent au club depuis une quinzaine d'années, l'entraîneur remporte quelques rares victoires comme à Marseille ou dans le derby à Montpellier, une première dans l'élite pour les Crocodiles,. Après une longue série de mauvais résultats et coupé de son vestiaire, il est remplacé en février 2021 par son adjoint Pascal Plancque arrivé un mois auparavant. Nonobstant des débuts encourageants, il ne peut empêcher la relégation à l'issue de la saison.
À la suite de cette descente en Ligue 2, le club vit une intersaison agitée. Elle est symbolisée par le départ de Renaud Ripart, joueur clé de la décennie écoulée, et par un conflit interne sur la restructuration du centre de formation. Les ultimatums répétés de Rani Assaf sur son désengagement du club restent finalement sans suite. Dans un contexte difficile entre la direction et le public, Pascal Plancque effectue un début de championnat mitigé malgré un effectif de qualité. Comme le directeur sportif, il est révoqué de ses fonctions en cours de saison et est suppléé par Nicolas Usaï en janvier 2022. Malgré une inconstance chronique, de nombreuses velléités de départ et un faible investissement collectif, l'équipe termine à la neuvième place. Elle obtient son maintien à l'issue d'une saison marquée par une baisse majeure de l'affluence au stade.
La saison suivante acte une volonté du club de retrouver un esprit plus collectif et investi au sein de l'équipe,. Dans un climat toujours tendu avec les supporters, le Nîmes Olympique commence la saison en étant souvent placé dans la zone de relégation. Malgré un léger regain de forme, ce manque de résultats coûte la place de Nicolas Usaï qui est remplacé par Frédéric Bompard en novembre 2022,. Un mois après cette nomination, le NO inaugure le stade des Antonins lors d'une rencontre de championnat perdue face à l'EA Guingamp. Malgré un mercato hivernal particulièrement actif, le club ne peut éviter la descente en National à l'issue de la saison. Remis en cause dans sa gestion et très vivement critiqué,, Rani Assaf voit alors un collectif de supporters et la municipalité de Nîmes demander son départ de la présidence sans qu'il ne donne de suite.
Lors de la saison 2023-2024, l'effectif est modelé par le nouveau directeur sportif Sébastien Larcier et est grandement renouvelé avec une vingtaine de départs. Pour cet exercice, Frédéric Bompard ne reçoit aucun objectif de son président qui se distingue par son absence tout au long de la saison,. Relégable à six journées de la fin du championnat, le club nomme Adil Hermach comme nouvel entraîneur en avril 2024. En charge précédemment de l'équipe réserve, il obtient plusieurs victoires importantes et permet finalement au NO de se maintenir en National.
Malgré son absence de diplôme pour entraîner à cet échelon, Adil Hermach est confirmé à son poste pour la saison 2024-2025 avec l'objectif donné par son président « de se mêler à la lutte pour l’accession ». Bien que l'entraîneur voie son équipe « meilleure que l'année dernière », le club décide dans les faits de réduire la masse salariale et d'alléger également le staff durant l'intersaison. Au bout d'une saison marquée de nouveau par l'absence de Rani Assaf, le club finit dernier du championnat et est relégué pour la première fois de son histoire en quatrième division.

## Image et identité

### Couleurs et maillots
À sa création, le Nîmes Olympique reprend les couleurs du Sporting Club nîmois, à savoir le rouge et le blanc. En revanche, les premières saisons des Crocodiles sont parfois disputées avec des shorts verts,, couleur représentative de la ville.
Lors des décennies suivantes, le club garde une certaine fidélité vis-à-vis de ses couleurs originelles. Un scapulaire blanc apparaît brièvement avant d'être remplacé par une bande diagonale au début des années 1950,. Des liserés verticaux rouges et blancs figurent sur le maillot nîmois au milieu des années 1960,. Un maillot bleu est utilisé durant quelques rencontres dans les années 1970.
En 1985, le Nîmes Olympique remplace pour la première fois sa couleur historique. À la suite du partenariat signé avec Bic, la marque impose au club de jouer en orange à la place du rouge durant une saison. Par la suite, l'utilisation progressive d'un troisième maillot entraîne une diversification des couleurs. Ainsi, le club joue certains de ses matchs en bleu dans les années 1990, en vert dans les années 2000 ou en noir lors des années 2010.

### Logos
L'évolution du logo du Nîmes Olympique reste confuse jusqu'au début des années 2000. Les maillots des joueurs arborent brièvement un écusson vert lors des premières saisons du club. Il s'agit d'un rond prenant la forme d'un monogramme contenant les initiales NO.
Pour la demi-finale de Coupe de France en 1950, le NO évolue avec un blason coloré de rouge, de blanc et d'or où est ajouté le nom du club pour la première fois. De plus, un crocodile figure sur le logo en référence au surnom affublé à l'équipe. L'animal est représentatif de la ville depuis l'Antiquité, donnant ainsi son nom aux joueurs du club.
Au cours des décennies suivantes, les rares utilisations d'un blason sur les maillots se font également dans cette compétition. Pour disputer sa finale de Coupe de France en 1958, le club reprend les armoiries de Nîmes qui se blasonnent avec un crocodile attaché par une chaîne d'or au tronc d'un palmier. À l'instar des juniors en Coupe Gambardella, l'équipe affiche à Colombes un sigle NO pour affronter l'UA Sedan-Torcy en 1961. Dans les années 1980, l'utilisation d'un logo sur les maillots devient plus fréquente et régulière.
En 2002, l'arrivée de Jean-Louis Gazeau marque la mise en place d'un écusson unique à fond rouge et d'un crocodile blanc. Désireux de changer le blason historique, le président Rani Assaf crée en juin 2017 un logo rond où sont incorporés des lauriers et la date de création du club. Face à la contestation des supporters, le club acte le retrait de ce dernier au terme de la saison. Après avoir proposé une plateforme collaborative de création, le Nîmes Olympique opte finalement pour un modèle conçu par une agence de communication gardoise en mai 2018. Sur cet ouvrage, le style est inspiré de la Juventus et les arches constituent un rappel aux Arènes de Nîmes,.

Avril 1950
Blason de la ville (utilisé en 1958)
1982-1992
1992-2002
2002-2017
2017-2018
Depuis 2018

Au cours de son histoire, le club utilise de nombreuses variantes de son logo pour les documents officiels (affiches, courriers). Cependant, bien que se rapprochant de ceux utilisés en match, nombre d'entre eux n'ont jamais été arborés sur les maillots.

Années 1970
Années 1990
Années 2000

### Style de jeu
L'arrivée en tant qu'entraîneur de Kader Firoud marque un tournant dans le style de jeu proposé par le Nîmes Olympique. En 1955, son intronisation fait place à un jeu nîmois direct, aérien et basé sur des transitions rapides entre défenseurs et attaquants. Ce jeu est inspiré du football anglais avec des passes longues et un pressing intensif. Il est alors considéré à l'opposé du football champagne déployé par le Stade de Reims, concurrent du club dans les années 1950. Reposant sur la combativité et l'engagement physique, cette philosophie est décrite par son entraîneur à ses joueurs comme une métaphore de la mise à mort du « taureau dans l'arène ».
Bien que moins prégnante au fil des décennies suivantes, l'idée d'un « jeu à la nîmoise » au sein du club reste quand même présente. Dans les années 2010, l'entraîneur Bernard Blaquart prône un jeu vertical avec une faible possession, une forte activité sur les couloirs ainsi qu'un pressing soutenu.

## Palmarès et records

### Palmarès
Entre 1958 et 1972, le Nîmes Olympique termine quatre fois vice-champion de France. Malgré une présence régulière au haut niveau, le club ne remporte jamais de titre. Cet insuccès se caractérise aussi en Coupe de France où le NO participe à deux finales (puis une troisième en 1996) sans jamais n'en remporter une seule. La seule participation au Trophée des champions se conclut également par une défaite.
L'unique victoire dans un championnat professionnel est acquise en deuxième division en 1950. Par la suite, le NO remporte deux fois le championnat de France de troisième division. Le club triomphe également de la Coupe Charles Drago en 1956 et de la Coupe des Alpes en 1972.
| Compétitions nationales | Compétitions internationales |
| --- | --- |
| Compétitions actuelles - Championnat de France - Vice-champion : 1958, 1959, 1960, 1972 - Coupe de France - Finaliste : 1958, 1961, 1996 - Challenge des champions - Finaliste : 1958 - Championnat de France D2 (1) - Champion : 1950 - Vice-champion : 1968, 1991, 2018 - Championnat de France National (2) - Champion : 1997, 2012 Compétitions disparues - Coupe Charles Drago (1) - Vainqueur : 1956 - Coupe de la Ligue - Meilleure performance : 1/8e de finaliste en 1997, 2003, 2019, 2020 | Compétition actuelle - Coupe de l'UEFA (C3) - Meilleure performance : 1er tour en 1971 et en 1972 Compétitions disparues - Coupe des coupes (C2) - Meilleure performance : 1/8e de finaliste en 1997 - Coupe des Alpes (1) - Vainqueur : 1972 - Finaliste : 1976, 1980 |

### Bilan sportif
Le tableau ci-dessous récapitule tous les matchs officiels disputés par le Nîmes Olympique dans les différentes compétitions nationales et européennes.
| Championnats          | Saisons | Titres | J    | G   | N   | P   | Bp   | Bc   | Diff |
| Division 1/Ligue 1    | 36      | 0      | 1310 | 489 | 324 | 497 | 1905 | 1888 | +17  |
| Division 2/Ligue 2    | 35      | 1      | 1280 | 495 | 346 | 436 | 1859 | 1629 | +230 |
| National              | 11      | 2      | 400  | 153 | 127 | 120 | 515  | 447  | +68  |
| Coupes nationales     | Saisons | Titres | J    | G   | N   | P   | Bp   | Bc   | Diff |
| Coupe de France       | 87      | 0      | 275  | 158 | 34  | 83  | 560  | 322  | +238 |
| Coupe de la Ligue     | 22      | 0      | 41   | 13  | 11  | 17  | 51   | 55   | -4   |
| Coupe Charles Drago   | 9       | 1      | 16   | 7   | 3   | 6   | 39   | 30   | +9   |
| Trophée des champions | 1       | 0      | 1    | 0   | 0   | 1   | 1    | 2    | -1   |
| Coupes d'Europe       | Saisons | Titres | J    | G   | N   | P   | Bp   | Bc   | Diff |
| Coupe des coupes      | 1       | 0      | 4    | 3   | 0   | 1   | 7    | 5    | +2   |
| Coupe UEFA            | 2       | 0      | 4    | 1   | 0   | 3   | 4    | 6    | -2   |

La frise chronologique suivante montre l'évolution des championnats de la Fédération française de football et de la Ligue de football professionnel auxquels l'équipe fanion du Nîmes Olympique a participé au cours de son histoire.

### Parcours international
Le Nîmes Olympique a participé à trois reprises à des compétitions européennes officielles, la Coupe UEFA 1971-1972, la Coupe UEFA 1972-1973, et la Coupe d'Europe des vainqueurs de coupe de football 1996-1997.
| Tour         | Équipe          | Aller | Retour | Équipe          |
| Premier tour | Vitória Setúbal | 1-0   | E1-2   | Nîmes Olympique |

| Tour         | Équipe          | Aller | Retour | Équipe             |
| Premier tour | Nîmes Olympique | 1-2   | 1-2    | Grasshopper Zurich |

| Tour  | Équipe          | Aller | Retour | Équipe          |
| 1/16e | Nîmes Olympique | 3-1   | 2-1    | Budapest Honvéd |
| 1/8e  | Nîmes Olympique | 1-3   | 1-0    | AIK Fotboll     |

Dans les années 1960, les Nîmois sont invités à disputer des compétitions internationales non officielles. Durant les trêves estivales, le club prend part à la Coupe anglo-franco-écossaise, à la Coupe Rappan et à la Coupe de l'Amitié où il bat notamment l'AC Milan. Par ailleurs, les Crocodiles jouent des rencontres amicales prestigieuses face au FC Barcelone en 1959 et en 1972,, au São Paulo FC en 1964, et au Real Madrid CF en 1974.

### Records
En championnat, les plus larges défaites à domicile du Nîmes Olympique ont lieu contre l'AS Avignon en 1945-1946, les Chamois niortais en 2017-2018 et le Angers SCO en 2020-2021 (1-5). À l'extérieur, la plus lourde défaite des Nîmois se déroule contre l'OGC Nice lors de la saison 1937-1938 (8-0). La plus large victoire à domicile est lors de la réception de l'Angoulême CFC en 1947-1948 (11-1). À l'extérieur, la plus large victoire se passe contre l'AS Béziers en 1986-1987 (6-0). De plus, le club est celui ayant le plus souvent fini deuxième de première division sans en avoir été titré.
Toujours en championnat, la plus longue série de victoires est de 7 rencontres. Elle est effectuée à deux reprises en première division : une première fois lors de la saison 1959-1960 entre la quatrième et dixième journée puis une seconde fois, lors de la saison 1971-1972 entre la trentième et la trente-sixième journée,. Le record de la série la plus longue de matchs de championnat sans défaite est lui réalisé en deuxième division : dès le début de saison 1949-1950, les Nîmois entament une série de 28 rencontres officielles sans défaite dont 24 de championnat (17 victoires et 7 matchs nuls). En mars 1950 lors de la vingt-cinquième journée, ils sont finalement vaincus par l'Olympique d'Alès en Cévennes.
Lors de la Coupe de France 1944-1945, le Nîmes Olympique bat en trente-deuxième de finale le SO Pont-de-Chéruy 10 buts à 0, soit la plus large victoire du club dans cette compétition. En revanche, le club enregistre au tour suivant sa plus large défaite face au Toulouse FC (6-1). En 2020, ce record est égalé lors d'une rencontre à l'extérieur face au Dijon FCO (5-0). En 1996, le club atteint la finale et devient la première équipe de troisième division à y accéder. Cette performance permet aux Crocodiles d'avoir le record de participations en finale sans la gagner avec le RC Lens. Utilisé depuis 1989, le stade des Costières ne voit aucune défaite du NO en Coupe de France jusqu'en 2007,.

## Personnalités du club

### Présidents
Treize présidents différents se sont succédé à la tête du club nîmois. Le premier président du club est Pierre Chabert. Il fait partie des membres fondateurs du Nîmes Olympique à l'instar du docteur A. Darmon qui le remplace en novembre 1938.

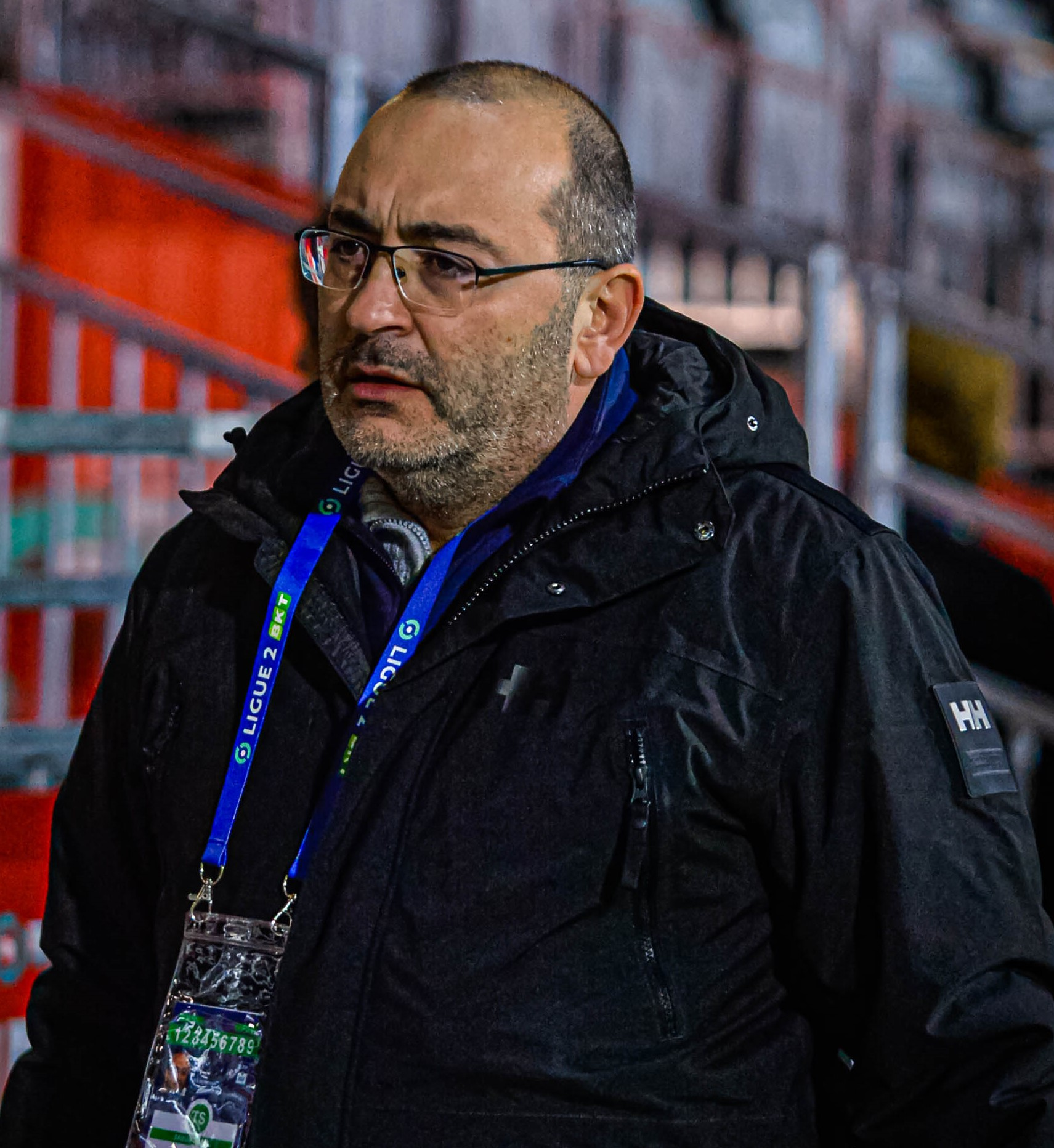
Vivement contesté, Rani Assaf est le treizième président de l'histoire du club.

Dentiste dans le civil, Jean Chiariny est également à l'origine de la fondation du club. En mai 1939, il prend la présidence du NO en parallèle de son activité professionnelle. Durant la Seconde Guerre mondiale, il est mobilisé et laisse la gestion du club à plusieurs dirigeants. Il revient finalement lors de la saison 1944-1945 et connaît ensuite la période la plus faste du Nîmes Olympique : deux finales de Coupe de France, une Coupe Charles Drago et trois titres honorifiques de vice-champion de France dans les années 1950. Soulignant sa gestion et sa probité, France Football le nomme parmi les trente meilleurs présidents de l'histoire du football français.
Simultanément grossiste alimentaire et administrateur du NO, Paul Calabro se mue en président du comité de gestion en septembre 1967 puis du comité directeur du club en juillet 1972. Il est à l'origine de la diversification des revenus (notamment publicitaires) du Nîmes Olympique dans les années 1970. Sous son mandat, les Crocodiles s'installent en première division et disputent également des rencontres européennes.
Acteur majeur de la vie nîmoise dans les années 1980, Jean Bousquet devient président en juin 1982. Créateur de la marque Cacharel, il œuvre à l'édification d'un nouveau stade. Cependant, bien qu'effectuant des recrutements de joueurs talentueux, son passage se caractérise par une instabilité sportive (12 entraîneurs utilisés) et une difficulté à retrouver l'élite de manière durable. À la suite de sa défaite aux élections municipales de 1995, il démissionne de son poste.
Aimé Landes, responsable régional du groupe Saur, récupère la place et est le premier président nommé par la Mairie de Nîmes. Il permet au club d'atteindre la finale de la Coupe de France, de connaître une participation en Coupe d’Europe et une montée en Division 2. La municipalité décide en juin 1999 de faire confiance à Jean-Claude Arnoux, chef d'entreprise opérant dans la construction. En mai 2001, elle choisit Henri Clamens avant d'acter le rachat du club à Michel Coencas quatre mois plus tard. L'homme d'affaires ne reste qu'une année et ne peut éviter la descente en National.
Retraité et précédemment propriétaire d'hôtels de la ville, Jean-Louis Gazeau récupère le club pour 450 000 euros le 4 novembre 2002 où il devient actionnaire majoritaire à hauteur de 80 %,. Après des débuts compliqués, il est à l'initiative d'un nouveau centre de formation et stabilise le NO en deuxième division à partir de la fin des années 2000. Après avoir dirigé d'autres clubs régionaux, Jean-Marc Conrad devient président du Nîmes Olympique en avril 2014 avec l'appui d'un pool d'investisseurs. Il est contraint de partir à la suite d'une mise en examen et une interdiction d'exercer sa fonction dans le cadre de matchs présumés truqués,.
Ce départ entraîne l'arrivée de Christian Perdrier, ancien dirigeant de resorts, en novembre 2014. Mandaté en amont pour un audit du club, il préserve le Nîmes Olympique de la relégation et pose les bases de la réussite sportive des années 2010 en nommant Bernard Blaquart comme entraîneur. Classé parmi les plus grandes fortunes françaises à son arrivée, Rani Assaf devient actionnaire minoritaire puis majoritaire du club entre 2014 et 2015, date à laquelle il le sauve de la faillite. Au détriment de Perdrier, qu'il avait choisi pour la présidence, il récupère la gestion du NO à la suite d'un déficit constaté en juin 2016. Parallèlement directeur technique chez Free jusqu'en juin 2021, il est ainsi peu présent physiquement au club mais reste le président qui voit Nîmes découvrir la Ligue 1. Malgré cette éphémère embellie sportive, la suite de son mandat se signale par un désengagement progressif qui entraîne le club en quatrième division pour la première fois de son histoire en 2025,. En parallèle, son passage provoque des conflits permanents avec les supporters, les anciens joueurs et la municipalité,,,,.
| Rang | Nom            | Période   |
| ---- | -------------- | --------- |
| 1    | Pierre Chabert | 1937-1938 |
| 2    | A. Darmon      | 1938-1939 |
| 3    | Jean Chiariny  | 1939-1972 |
| 4    | Paul Calabro   | 1972-1982 |
| 5    | Jean Bousquet  | 1982-1995 |

| Rang | Nom                | Période   |
| ---- | ------------------ | --------- |
| 6    | Aimé Landes        | 1995-1999 |
| 7    | Jean-Claude Arnoux | 1999-2001 |
| 8    | Henri Clamens      | 2001      |
| 9    | Michel Coencas     | 2001-2002 |
| 10   | Jean-Louis Gazeau  | 2002-2014 |

| Rang | Nom                | Période     |
| ---- | ------------------ | ----------- |
| 11   | Jean-Marc Conrad   | 2014        |
| 12   | Christian Perdrier | 2014-2016   |
| 13   | Rani Assaf         | 2016-2025   |
| 14   | Thierry Cenatiempo | Depuis 2025 |

### Entraîneurs
Le Nîmes Olympique a connu quarante-et-un entraîneurs différents au travers de quarante-huit mandats successifs. Le Britannique Harry Ward arrive en 1937 et devient ainsi le premier entraîneur du Nîmes Olympique dans un rôle d'entraîneur-joueur avant d'être remplacé par Marcel Gébelin en 1939. Annoncé d'abord comme directeur sportif, René Dedieu devient le premier entraîneur à temps plein à la tête de l'équipe.

Kader Firoud dirige plus de 730 rencontres en tant qu'entraîneur de Nîmes.

Alésien d'origine, Pierre Pibarot prend ensuite le relais de l'entraîneur-joueur Pierre Danzelle. Intronisé au cours de la saison 1948-1949, il obtient de bons résultats en pratiquant un jeu séduisant et connaît la première montée du NO ainsi que son premier titre de deuxième division en 1950. En parallèle de ses fonctions en club, il opère pour l'Équipe de France en tant que tacticien et participe à la Coupe du monde 1954. Il quitte le Nîmes Olympique en juin 1955 pour s'occuper à plein temps de ses fonctions nationales. Lors de la décennie suivante, et alors qu'il exerce la profession d'agent immobilier à Nîmes, il récupère l'équipe fanion en juillet 1964. Mal en point en championnat, le club, composé de jeunes joueurs, voit le départ de l'entraîneur en décembre 1966. Durant son mandat, il est épaulé voire temporairement remplacé par Marcel Rouvière qui effectue plusieurs intérims dans les années 1960.
En juin 1955, Kader Firoud succède à Pibarot après avoir été capitaine du club au début des années 1950. Désabusé de devoir faire des « miracles » permanents, il rejoint le Toulouse FC en 1964. Libre depuis la faillite du club haut-garonnais, il effectue son retour en 1969. Après une cassure avec le vestiaire et des désaccords sur le recrutement, il quitte son poste en janvier 1978 pour devenir manager général jusqu'en juin, date à laquelle il rejoint Montpellier.
Ancien instituteur, il est auréolé d'une Coupe Charles Drago, de deux finales en Coupe de France et de quatre titres honorifiques de vice-champion de France lors de son passage. En passant dix-huit saisons cumulées sur le banc nîmois, il détient le record de longévité du club et en première division. Au niveau national, seul Guy Roux réalise une performance similaire. Réputé pour sa dureté, Firoud crée une identité propre au club avec des moyens financiers limités. Grâce à lui, le club obtient des résultats probants en première division dans les années 1950 puis reconstitue une deuxième génération de qualité dans les années 1970. À ce titre, il est élu entraîneur français de l'année en 1971 puis dans les trente meilleurs entraîneurs français de l'histoire en 2013 par France Football. Son passé important de joueur au club, ses résultats, sa longévité, l'identité créée, sa capacité à diriger l'équipe, à la préparer physiquement ainsi qu'à repérer et faire émerger des talents inconnus font de Kader Firoud l'une des personnes les plus marquantes du Nîmes Olympique,,,.
Originaire des Bouches-du-Rhône et évoluant chez les jeunes du Nîmes Olympique dès ses quatorze ans, Henri Noël prend part à la période glorieuse du club allant de 1959 à 1964 sans en être un titulaire indiscutable. Il commence ensuite une carrière de formateur en 1969 sur les conseils de Rouvière. Alors qu'il s'occupe en parallèle de la réserve, il est nommé entraîneur de l'équipe professionnelle en janvier 1978. En repositionnant Michel Mézy au poste de libéro, il cherche à appliquer une philosophie différente de son prédécesseur visant à impliquer plus grandement l'entrejeu nîmois. Il parvient à sauver le club de la relégation à l'issue de la saison 1977-1978. Après des résultats honorables (8e en 1979 et 10e en 1980), il ne peut éviter la descente en D2 lors de la saison 1980-1981 et est substitué en mai 1982. Il retrouve brièvement une fonction de manager général du club dans la deuxième partie des années 1980 puis de nouveau à la formation au début des années 2000. À l'instar de Marcel Rouvière, la municipalité nomme l'un des stades de la ville en son nom après son décès.
Après s'être reconverti entraîneur en 1966, Pierre Barlaguet fait son retour au Nîmes Olympique en juin 1978 où le technicien gère le centre de formation avec Jean Victor Bandera. Après le départ d'Henri Noël en 1982, il est nommé par le président Jean Bousquet, avec qui il a évolué en équipe de jeunes du NO, pour prendre le poste d'entraîneur. Pour sa première saison, il fait remonter le club en première division mais ne peut empêcher ensuite sa descente, ce qui lui vaut d'être licencié en août 1984. Au début des années 1990, il revient diriger le centre de formation. En décembre 1994, le club fait appel à lui pour reprendre l'équipe sans qu'il ne puisse éviter la descente en National. Bien qu'en difficulté en championnat lors de la saison 1995-1996, il réalise un parcours historique en Coupe de France où il devient l'unique personne du club à accéder à la finale en tant que joueur puis entraîneur. À l'issue de la compétition, il quitte définitivement le Nîmes Olympique après y avoir passé plus de trente ans. En récompense de son travail, il devient chevalier de la Légion d'honneur en 1998.
Directeur du centre de formation depuis juin 2013, Bernard Blaquart devient l'entraîneur principal du club en novembre 2015. Éducateur dans l'âme, il décide de prioriser les joueurs côtoyés lors de leur formation au Nîmes Olympique. Alors que l'équipe est dernière à son arrivée avec des points de pénalité, il la redresse progressivement sans recrue majeure et la maintient à la 14e place en 2016. Affublé du surnom de « magicien », il est ainsi sacré meilleur entraîneur de l'année de Ligue 2 par France Football puis en 2017 par l'UNFP,. En misant sur une équipe jeune, il stabilise le NO et accède à la première division en 2018. Avec le dernier budget de l'élite, il maintient le club durant deux saisons (9e en 2019 et 18e en 2020). Son mandat est symbolisé par le retour d'une identité de jeu offensive et par l'avènement de joueurs locaux, dont de nombreux formés à Nîmes. Au moment de son départ en juin 2020, la durée de son passage en tant qu'entraîneur est la plus longue vue au club depuis le début des années 1980.
Peu d'autres longs passages d'entraîneurs sont à signaler dans l'histoire du club. Cependant, plusieurs marquent leur empreinte comme Marcel Tomazover et Daniel Roméo qui finissent vice-champions de France de deuxième division. En 2009, Jean-Michel Cavalli obtient un maintien inespéré en Ligue 2 et Thierry Froger remporte un second titre de National en 2012 après celui obtenu en 1997 par Pierre Mosca.
| Rang | Nom                     | Période         |
| ---- | ----------------------- | --------------- |
| 1    | Harry Ward              | 1937-1939       |
| 2    | Marcel Gébelin          | 1939-1942       |
| 3    | Louis Gabrillargues     | 1942-1946       |
| 4    | René Dedieu             | 1946-1948       |
| 5    | Pierre Danzelle         | 1948            |
| 6    | Pierre Pibarot          | 1948-1955       |
| 7    | Kader Firoud            | 1955-1964       |
| 8    | Pierre Pibarot          | 1964-déc. 1966  |
| 9    | Marcel Rouvière         | déc. 1966-1967  |
| 10   | Marcel Tomazover        | 1967-1969       |
| 11   | Marcel Rouvière         | mars 1969-1969  |
| 12   | Kader Firoud            | 1969-janv. 1978 |
| 13   | Henri Noël              | janv. 1978-1982 |
| 14   | Pierre Barlaguet        | 1982-1984       |
| 15   | Patrick Champ (intérim) | 1984            |
| 16   | Marcel Domingo          | 1984-1986       |
| 17   | Kristen Nygaard         | 1986-1987       |
| 18   | Jean Sérafin            | 1987-1988       |
| 19   | Bernard Boissier        | 1988-1990       |
| 20   | Daniel Roméo            | 1990-nov. 1991  |

| Rang | Nom                 | Période             |
| ---- | ------------------- | ------------------- |
| 21   | René Girard         | nov. 1991-1992      |
| 22   | Léonce Lavagne      | 1992-déc. 1992      |
| 23   | Michel Mézy         | déc. 1992-1993      |
| 24   | René Exbrayat       | 1993-1994           |
| 25   | Josip Skoblar       | 1994-oct. 1994      |
| 26   | René Girard         | oct.-déc. 1994      |
| 27   | Pierre Barlaguet    | déc. 1994-1996      |
| 28   | Pierre Mosca        | 1996-sept. 1998     |
| 29   | Serge Delmas        | sept. 1998-2000     |
| 30   | Dominique Bathenay  | 2000-2001           |
| 31   | Bernard Boissier    | déc. 2001-2002      |
| 32   | François Brisson    | 2002-avr. 2003      |
| 33   | Patrick Champ       | avr. 2003-2003      |
| 34   | Didier Ollé-Nicolle | 2003-2005           |
| 35   | Régis Brouard       | 2005-oct. 2007      |
| 36   | Laurent Fournier    | oct. 2007-déc. 2007 |
| 37   | Jean-Luc Vannuchi   | déc. 2007-déc. 2008 |
| 38   | Jean-Michel Cavalli | déc. 2008-nov. 2010 |
| 39   | Noël Tosi           | nov. 2010-mars 2011 |
| 40   | Thierry Froger      | mars 2011-2012      |

| Rang | Nom                      | Période              |
| ---- | ------------------------ | -------------------- |
| 41   | Victor Zvunka            | 2012-déc. 2013       |
| 42   | Michel Bénézet (intérim) | déc. 2013            |
| 43   | René Marsiglia           | janv. 2014-2014      |
| 44   | José Pasqualetti         | 2014-nov. 2015       |
| 45   | Bernard Blaquart         | nov. 2015-2020       |
| 46   | Jérôme Arpinon           | 2020-fév. 2021       |
| 47   | Pascal Plancque          | fév. 2021-janv. 2022 |
| 48   | Nicolas Usaï             | janv. 2022-nov. 2022 |
| 49   | Frédéric Bompard         | nov. 2022-avr. 2024  |
| 50   | Adil Hermach             | avr. 2024-mai 2025   |
| 51   | Mickaël Gas              | juill. 2025-         |

### Joueurs

#### Joueurs importants
Les premiers effectifs du Nîmes Olympique rassemblent majoritairement des joueurs issus de la région nîmoise, dont plusieurs évoluaient précédemment au Sporting Club nîmois. Parmi eux, l'Anglais Harry Ward (1937-1938) et le capitaine Marcel Gébelin (1937-1942) encadrent une équipe inexpérimentée et assument successivement le rôle d'entraîneur-joueur. Dès la création du club, et à l'instar de Ward, des joueurs étrangers sont recrutés à l'image du Hongrois Istvan Meister (1937-1939). D'autres éléments provenant de l'Olympique de Marseille comme Jean Ravel (1938-1939) ou Émile Zermani (7 apparitions en 1938), premier international à rejoindre le club, s'engagent avec Nîmes durant cette période.
Présents dès les débuts du club gardois, Aimé Boissier (1937-1947) et le gardien Adrien Schneider (1937-1947) s'engagent dans la durée avec le NO. Pendant la Seconde Guerre mondiale, les dirigeants nîmois réussissent à signer quelques joueurs internationaux français comme Yvan Beck (1940-1942) et Louis Gabrillargues (1940-1946).
À la fin des années 1940, le Nîmes Olympique s'attache les services de joueurs constituant le socle de la période probante lors de la décennie suivante. Le défenseur André Campo (1947-1956) rejoint l'équipe gardoise et devient le premier joueur à connaître 300 apparitions avec le NO. Recruté à l'AS Saint-Étienne, Kader Firoud (1948-1954) est considéré comme le « héros » du public et le meilleur élément du club en 1949. Originaire d'Alès, Marcel Rouvière (1948-1954) renforce le front de l'attaque et Stanislas Golinski (1948-1958) solidifie lui la défense nîmoise. Le gardien Stéphane Dakowski (1948-1956), qui intègre l'Équipe de France en 1951, se rend également indispensable. Un an plus tard, ils sont ralliés par l'international néerlandais Theo Timmermans (1949-1953), André Schwager (1949-1952 puis 1953-1960) et Edmond Haan (1949-1950) qui finit meilleur buteur de la saison en marquant 27 buts. La même saison, Maurice Lafont (1949-1951 puis 1952-1959) arrive d'un club amateur de la ville. Après des débuts compliqués, il s'impose finalement dans la défense nîmoise et est élu Étoile d'or par France Football en 1958. Tous ces choix de recrutement s'avèrent ainsi payants puisque Nîmes accède à l'élite du football français en 1950.
La montée en Division 1 permet d'attirer des joueurs de renom. Sous le maillot nîmois, le talent du meneur de jeu hongrois Joseph Ujlaki (1950-1953) suscite rapidement la convoitise de grands clubs et entraîne une vente record pour un joueur du Nîmes Olympique en 1953,. Pendant son passage, il évolue au sein d'une attaque brillante dont fait partie le Brésilien Pires Constantino (1951-1955 puis 1959-1963) qui est le premier sud-américain à jouer pour les Crocodiles. Les bons résultats dans les années 1950 sont rendus possibles par l'émergence d'autres attaquants performants comme Henri Skiba (1957-1960), Hassan Akesbi (1955-1961) et Bernard Rahis (1954-1962), les deux derniers étant les meilleurs buteurs de l'histoire du club avec 141 et 132 réalisations. Passé par les équipes de jeunes du NO, le Gardois Pierre Barlaguet (1953-1966) est un témoin privilégié de cette période en étant un titulaire indiscutable durant une dizaine de saisons. Comme pour Kader Firoud, cette régularité lui permet de connaître quelques convocations avec sa sélection nationale et d'être entraîneur du club par la suite. Des défenseurs de qualité composent le groupe comme le latéral marocain Mustapha Bettache (1956-1963) ou Daniel Charles-Alfred (1958-1968), habile dans l'anticipation et qui devient international français avec Nîmes. Il est rejoint un an plus tard par l'ailier Paul Chillan (1959-1967), également originaire de la Martinique. Alexandre Roszak (1957-1961) est l'autre gardien référence de cette décennie puisqu'il prend part aux deux finales de Coupe de France et finit trois fois vice-champion de France.
Dans les années 1960, le club s'octroie les services de Pierre Bernard (1961-1963). Sélectionné parmi les prétendants au Ballon d'Or et élu meilleur joueur français en 1961, son niveau lui permet d'être indiscutable tant en sélection nationale qu'en club. Cette décennie récompense la politique de formation par des succès en Coupe Gambardella et aboutit à l'avènement de joueurs locaux comme Alain Garnier (1960-1970), Jean-Marie Marcellin (1963-1972), Jacky Novi (1963-1967 puis 1973-1974) et Jean-Pierre Betton (1964-1974). Muni d'une détente rare, Louis Landi (1959-1976) est le gardien le plus utilisé dans l'histoire du club avec 457 matchs joués malgré des blessures importantes durant sa carrière. Repéré par le club à onze ans, Michel Mézy (1965-1975 puis 1977-1979) y fait toutes ses classes et est considéré comme l'un des meilleurs éléments ayant évolué au Nîmes Olympique. Titulaire avec les Bleus au début des années 1970, il est le leader de l'équipe vice-championne de France en 1972. Le club fait aussi émerger des éléments novices au niveau professionnel comme Salah Djebaïli (1957-1966), qui possède une rue en son nom à Nîmes,, et André Kabile (1964-1979) qui est le joueur le plus capé de l'histoire du NO avec 521 rencontres disputées. Henri Augé (1968-1975) et Jacques Bonnet (1968-1972) sont des atouts importants du dispositif nîmois à l'instar du Paraguayen José Parodi (1961-1967), réputé pour son excellent jeu de tête.

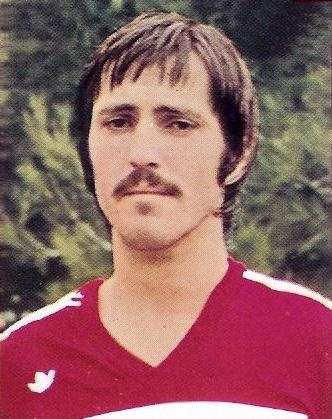
René Girard est le 5e joueur le plus capé de l'histoire du club.

Le retour de l'entraîneur Kader Firoud entre 1969 et 1978 amène avec lui son lot de joueurs marquant l'histoire du club. En le repositionnant milieu de terrain, il permet à Jean-Pierre Adams (1970-1973) de devenir international : bien que court, son passage marque les esprits lui valant d'avoir un stade à son nom à Nîmes. Firoud repère également les jeunes Jacky Vergnes (1970-1974) et Gilbert Marguerite (1975-1981) qui deviennent des attaquants prolifiques sous son autorité. Produit de la formation nîmoise, René Girard (1972-1980 puis 1988-1991) est un cadre de l'entrejeu. Après avoir signé chez les Girondins de Bordeaux en 1980, il revient au NO en fin de carrière afin de remonter le club en première division, objectif qu'il atteint en 1991. Natif de la Cité des Antonins, Bernard Boissier (1972-1981) se mue en un latéral « dur » mais reconnu du football français dans les années 1970. Le club mise également sur le Roumain Ion Pîrcălab (1970-1973) et le Brésilien Luizinho da Silva (1974-1981).
Avec la relégation à l'échelon inférieur dans les années 1980, la direction continue de parier sur de jeunes joueurs. Le plus précoce est Christian Perez (1980-1987 puis 1995-1996) qui fait ses débuts avec l'équipe professionnelle à 16 ans et 314 jours. Après six saisons pleines, il quitte le Nîmes Olympique en 1987 et devient ensuite un international français régulier. Il revient finalement en 1995 et participe à l'épopée en Coupe de France de 1996. Présent au NO depuis ses dix-neuf ans, Patrick Cubaynes (1979-1985) finit meilleur buteur du club durant quatre saisons consécutives. En dépit de la baisse d'attractivité sportive, le président Jean Bousquet convainc des joueurs étrangers renommés de signer comme le Danois Kristen Nygaard (1982-1987), les Hollandais Jan Poortvliet (1984-1987) et Ton Lokhoff (1986-1988) ou l'Argentin Jorge Domínguez (1988-1989 puis 1990-1991).
Le début des années 1990 est une période où s'effectue un mercato dispendieux. Pour retrouver l'élite, le club se renforce avec le champion du monde argentin José Luis Cuciuffo (1990-1993). Après avoir acté sa montée, le NO engage des internationaux français réputés comme Philippe Vercruysse (1991-1993) et l'attaquant vedette Éric Cantona (18 rencontres en 1991). Ce dernier, recruté pour 10 000 000 francs, quitte Nîmes quatre mois et demi après son arrivée afin de rejoindre l'Angleterre. Le défenseur Laurent Blanc (1992-1993), en manque de temps de jeu au SSC Naples, apporte son expérience la saison suivante mais ne peut empêcher la relégation. Malgré leur prestige, le bilan global de ces arrivées reste mitigé.
En 1996, les performances de Johnny Ecker (1993-1999 puis 2006-2007) lors du parcours en Coupe de France et des matchs européens lui permettent d'accroître sa popularité auprès du public nîmois. Durant cette deuxième partie de la décennie, d'autres jeunes joueurs disputent également leurs premières saisons avec le Nîmes Olympique avant de se distinguer dans des clubs de D1 comme Cyril Jeunechamp (1994-1997) et Lamine Sakho (1995-1999). De son côté, Mickaël Pagis (1999-2001) est nommé meilleur joueur de Division 2 par l'UNFP en 2000.
Avec l'instabilité du club dans les années 2000, rares sont les longs passages de joueurs. Néanmoins, Cédric Horjak (2003-2010) et l'Algérien Mehdi Mostefa (2007-2011) arrivent à laisser une trace pendant leur parcours à Nîmes. Parmi les joueurs faisant leurs débuts, le défenseur Benoît Poulain (2006-2014 puis 2022-2023) et l'ailier Nicolas Benezet (2010-2013 puis 2022-2023) se révèlent être des valeurs sûres sous le maillot rouge et blanc. Dans les années 2010, l'entraîneur Bernard Blaquart permet au NO de découvrir la Ligue 1 : cette montée est en partie due à l'émergence de Téji Savanier (2015-2019), meilleur passeur du championnat en 2019, et du capitaine Anthony Briançon (2014-2022). Né et formé à Nîmes, Renaud Ripart (2011-2014 puis 2015-2021) se distingue par sa capacité à évoluer à de nombreux postes. Attaché à sa ville, il devient l'un des symboles de cette réussite pour les supporters,.
| \| Dakowski Campo Golinski Barthès Moureau Firoud Timmermans Rossignol Haan Makarov Rouvière \| L'équipe du titre de Division 2 en 1950,. |
| Dakowski Campo Golinski Barthès Moureau Firoud Timmermans Rossignol Haan Makarov Rouvière                                                 |

| Dakowski Campo Golinski Barthès Moureau Firoud Timmermans Rossignol Haan Makarov Rouvière |

| \| Roszak Bettache Venturi Lafont Schwager Barlaguet Salaber Rahis Akesbi Mazouz Skiba \| L'équipe finaliste de la Coupe de France 1958. |
| Roszak Bettache Venturi Lafont Schwager Barlaguet Salaber Rahis Akesbi Mazouz Skiba                                                      |

| Roszak Bettache Venturi Lafont Schwager Barlaguet Salaber Rahis Akesbi Mazouz Skiba |

| \| Martinelli Augé Betton Kabile Odasso Adams Mézy Pîrcălab Bonnet Vergnes Voinea \| L'équipe vice-championne de France en 1972. |
| Martinelli Augé Betton Kabile Odasso Adams Mézy Pîrcălab Bonnet Vergnes Voinea                                                   |

| Martinelli Augé Betton Kabile Odasso Adams Mézy Pîrcălab Bonnet Vergnes Voinea |

| \| Sence Ecker Préget Bochu Touron Belbey Jeunechamp Perez Zugna Marx Ramdane \| L'équipe finaliste de la Coupe de France 1996. |
| Sence Ecker Préget Bochu Touron Belbey Jeunechamp Perez Zugna Marx Ramdane                                                      |

| Sence Ecker Préget Bochu Touron Belbey Jeunechamp Perez Zugna Marx Ramdane |

#### Internationaux français
Depuis 1937, quinze joueurs ont disputé au moins un match sous le maillot de l'équipe de France alors qu'ils jouaient sous les couleurs nîmoises pour un total de 76 sélections. Les premiers joueurs à être appelés sont Stéphane Dakowski et Kader Firoud en 1951. Le joueur ayant joué le plus de match en équipe de France alors qu'il évoluait chez les Crocodiles est Michel Mézy, sélectionné à 17 reprises entre 1970 et 1973. Plusieurs joueurs comme Louis Landi, Pierre Barlaguet, Alain Garnier et Alexandre Roszak sont convoqués en équipe de France lors de leur passage au Nîmes Olympique mais ne comptabilisent aucune sélection car n'étant pas entrés en jeu avec les Bleus.
Parmi les joueurs sélectionnés en équipe de France, un seul a joué une Coupe du monde en évoluant au club. Après avoir terminé vice-champion de France avec le NO, Maurice Lafont fait partie du groupe lors de la Coupe du monde 1958. L'équipe de France termine première de son groupe et s'arrête en demi-finale de la compétition. Lafont dispute uniquement la petite finale remportée six buts à trois face à l'Allemagne de l'Ouest.
En 1984, Patrick Cubaynes remporte l'épreuve de football aux Jeux olympiques à Los Angeles. Remplaçant durant l'intégralité de la compétition, il prend part à un match du premier tour puis rentre en finale où la France s'impose deux buts à zéro face au Brésil.
Le tableau suivant donne la liste des joueurs du Nîmes Olympique en équipe de France, le nombre de sélections et la période correspondante, ainsi que le nombre total de sélections durant la carrière du joueur.
| Joueur           | Sélections | Période   | Sél. (total) |
| ---------------- | ---------- | --------- | ------------ |
| Stéphan Dakowski | 2          | 1951      | 2            |
| Kader Firoud     | 6          | 1951-1952 | 6            |
| Joseph Ujlaki    | 6          | 1952-1953 | 21           |
| Maurice Lafont   | 4          | 1958      | 4            |
| Henri Skiba      | 1          | 1959-1960 | 3            |
| Bernard Rahis    | 3          | 1959-1961 | 3            |
| Pierre Bernard   | 11         | 1961-1963 | 21           |
| Paul Chillan     | 2          | 1963      | 2            |

| Joueur                | Sélections | Période   | Sél. (total) |
| --------------------- | ---------- | --------- | ------------ |
| Daniel Charles-Alfred | 4          | 1964      | 4            |
| Jacky Vergnes         | 1          | 1971      | 1            |
| Jean-Pierre Adams     | 8          | 1970-1973 | 22           |
| Michel Mézy           | 17         | 1970-1973 | 17           |
| Bernard Boissier      | 1          | 1975      | 1            |
| Éric Cantona          | 2          | 1991      | 39           |
| Laurent Blanc         | 5          | 1992-1993 | 97           |
| Total                 | 76         | 1951-1993 | 243          |

## Effectif actuel
Le tableau suivant recense l'ensemble des joueurs faisant partie de l'effectif du Nîmes Olympique.

## Structures du club

### Structures sportives

#### Stades
Le Nîmes Olympique évolue dès sa création au stade Jean-Bouin. En 1919, les dirigeants du Sporting Club nîmois (SCN) achètent et élaborent un terrain situé Rue du Jeu-de-Mail au nord-est de la ville. Une première tribune est érigée dans les années 1920 et le stade est officiellement inauguré en octobre 1931 en présence du président de la République, Gaston Doumergue. La rue attenante au stade est ensuite rebaptisée au milieu des années 1930, changeant de facto la dénomination du complexe en Parc des sports de la rue Jean-Bouin.
À la suite des difficultés financières du SCN, il est l'objet d'une saisie en novembre 1936. Le stade est finalement racheté en 1937 par une société civile immobilière dont les trois membres (qui seront dix-neuf dès 1948) siègent au comité directeur du Nîmes Olympique. À partir de la saison 1941-1942, le terrain est occupé par les forces allemandes et le club se délocalise au stade de la route d'Alès jusqu'au milieu des années 1940,. Endommagé par des bombardements en mai 1944, le stade Jean-Bouin est remis définitivement en état en 1948 et voit le club ajouter des buttes derrière les cages. L'une d'elles est rapidement qualifiée dans la presse de « montagne humaine » en raison de son étroitesse et de sa hauteur. Pour pouvoir accueillir des matchs européens, l'éclairage est lui installé en 1962. La municipalité récupère l'exploitation du stade en décembre 1977 et le met à disposition du club contre un pourcentage de recettes liées à la billetterie.
Avec l'ensemble des rénovations effectuées jusqu'aux années 1970, la capacité du stade est estimée entre 11 000 et 15 000 places,. En dépit de ces mises aux normes, des effondrements de murs en bord de terrain sont constatés en plein match à trois reprises entre 1954 et 1972,. L'écroulement du toit de la tribune principale en 1960 oblige le club à la reconstruire en dur et non plus en bois. Cette vétusté est régulièrement constatée par les dirigeants du club qui incitent en vain à la création d'un nouveau stade dès le milieu des années 1960,. Fréquemment décriées,, l'insécurité et la désuétude de Jean-Bouin voient donc le Nîmes Olympique déménager dans un nouvel antre mais uniquement à la fin des années 1980. Entre 1996 et 1997, le stade est détruit. Il est finalement réaménagé pour des clubs amateurs de la ville en 1999.
Situé au sud de la cité gardoise et financé par la municipalité, le stade des Costières est bâti entre août 1987 et la fin de l'automne 1988, soit en quinze mois environ. Il est inauguré le 15 février 1989 par une rencontre amicale entre l'Équipe de France A' et l'Équipe des Pays-Bas A', qui se solde par une victoire française (1-0). À l'origine, le stade pouvait contenir entre 26 180 et 29 487 spectateurs,. Cependant, en raison de l'évolution des normes de sécurité, sa capacité est progressivement réduite à 18 364 places. Elle passe à 15 788 places lorsque le club acte la fermeture de l'une des tribunes du stade en 2015,. De l'été 2004 à avril 2005, le club, qui évolue en National, partage son enceinte avec le FC Istres afin qu'il puisse jouer en Ligue 1. Durant son évolution, le stade ne connaît pas de modification majeure, hormis lors des montées du club, et l'ajout d'un écran géant en 2019. Cependant, les bancs de touche, jusqu'alors placés dans un fossé au bord du terrain, sont intégrés au milieu de la tribune Nord à partir de l'été 2021. Un extrait de Carmen de Georges Bizet accompagne régulièrement l'entrée des joueurs sur le terrain.
En 2019, la municipalité trouve un accord pour léguer la propriété du stade à Rani Assaf, président et actionnaire principal du Nîmes Olympique. Considérant le stade des Costières comme « vétuste, inadapté et ayant une mauvaise qualité d'offre d’accueil », il souhaite alors construire un nouvel édifice de 15 100 places sur le même emplacement tout en créant un vaste complexe immobilier. En attendant son ouverture, le club évolue au stade des Antonins à partir de décembre 2022. Bâtie en six mois et située à proximité des Costières, cette enceinte provisoire de 8 033 places prend cette appellation à la suite d'une consultation publique organisée par le NO,. Cette structure est financée en intégralité par la société par actions simplifiée (SAS) de Rani Assaf. En 2023, à la suite d'avis défavorables sur la partie commerciale du projet immobilier, la municipalité rend caduc le compromis de vente et annule de facto la construction du nouveau stade.

#### Centre d'entraînement

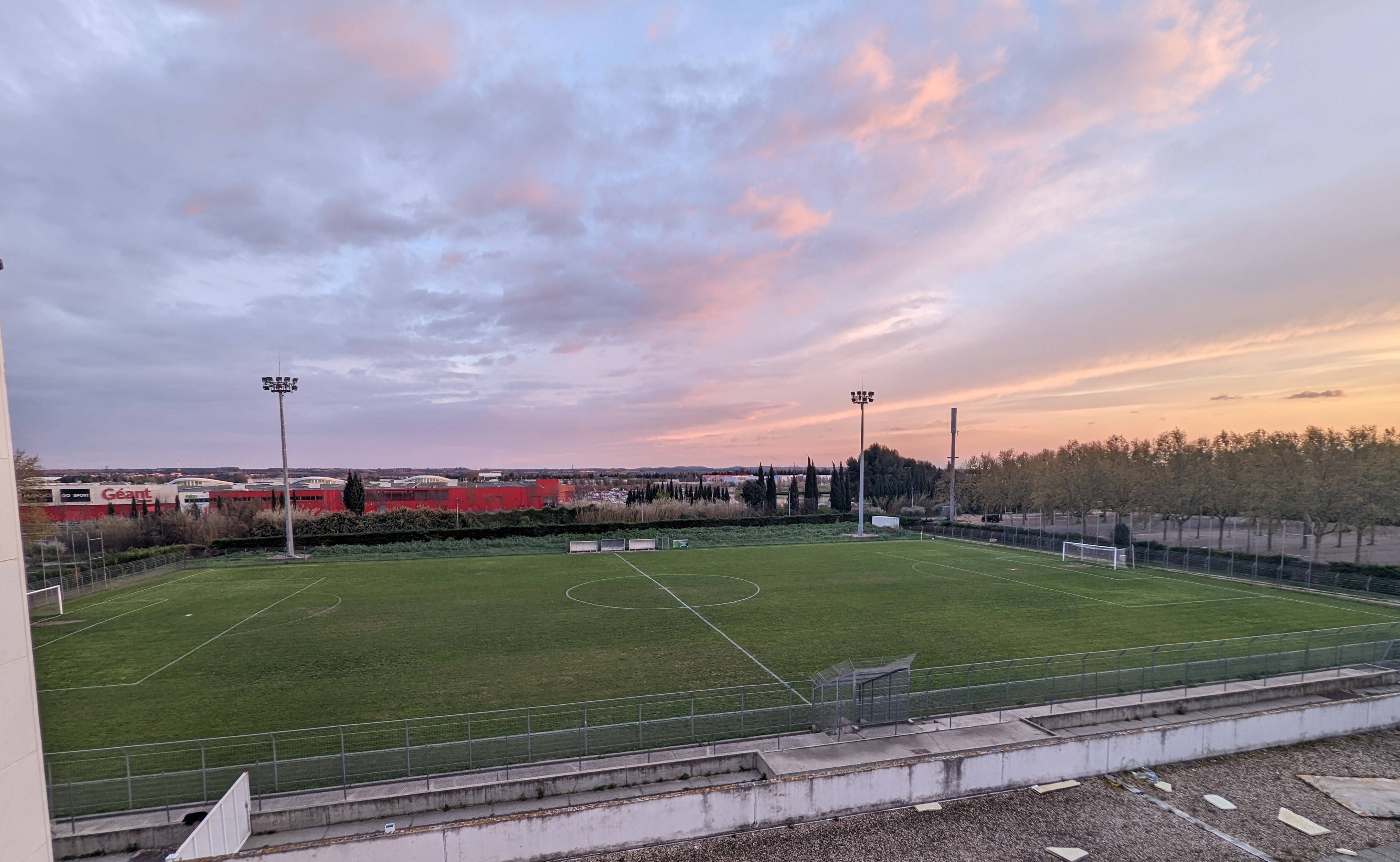
Le terrain annexe du Stade des Costières est le lieu d'entraînement du Nîmes Olympique de 2007 à 2011.

À la fin des années 1940, le Nîmes Olympique s'entraîne parfois au stade du Pont-de-Justice,. Même si le stade Jean-Bouin sert également de lieu d'entraînement pour l'équipe, la pelouse de ce dernier est plutôt réservée pour les matchs. Les Crocodiles évoluent ensuite sur les installations du stade Marcel-Rouvière à proximité de Saint-Césaire,,. Construit au début des années 1930, ce complexe situé à l'ouest de la ville voit fréquemment les joueurs évoluer sur des terrains « stabilisés » (constitués de sable et de gravier) jusqu'à la fin des années 1970. Ces conditions de jeu difficiles incitent la municipalité à aménager deux terrains engazonnés à l'hippodrome des Courbiers où le club y fait ses débuts en juillet 1981. Le NO y évolue jusqu'à l'été 2007, période durant laquelle la direction définit le terrain annexe du stade des Costières comme nouveau lieu d'entraînement.
Sous l'impulsion du président Jean-Louis Gazeau, le projet de centre d'entraînement de la Bastide est lancé à la fin des années 2000. Il vise à réunir toutes les composantes sportives du club (centre de formation et section professionnelle) : les travaux débutent en 2010 et permettent à l'équipe fanion de s'y installer dès juin 2011. Lors de son ouverture, le complexe contient dix hectares pour six terrains (quatre gazonnés et deux synthétiques), une salle de musculation, une piscine et un sauna. Situé dans une zone inondable, son utilisation est remise en question par le président Rani Assaf qui émet l'hypothèse d'un nouveau centre d'entraînement à l'extérieur de Nîmes au début des années 2020,.
Au cours de son histoire, le club délocalise parfois ses entraînements sur les terrains de villes à proximité de Nîmes.

#### Centre de formation
Malgré l'absence de structure destinée à la formation avant les années 1970, le Nîmes Olympique s'attache à repérer des jeunes joueurs dès la saison 1950-1951 sur la volonté de Pierre Pibarot,. Dans les années 1960, cette politique se traduit par un nombre croissant de professionnels issus des équipes de jeunes du club et par trois succès en Coupe Gambardella. Plusieurs vainqueurs de ce trophée seront vice-champions de France 1972 comme Michel Mézy, Jean-Marie Marcellin ou Jean-Pierre Betton. Dans ces décennies, Bernard Boissier, René Girard et Jacques Novi évoluent également au sein des équipes de jeunes.

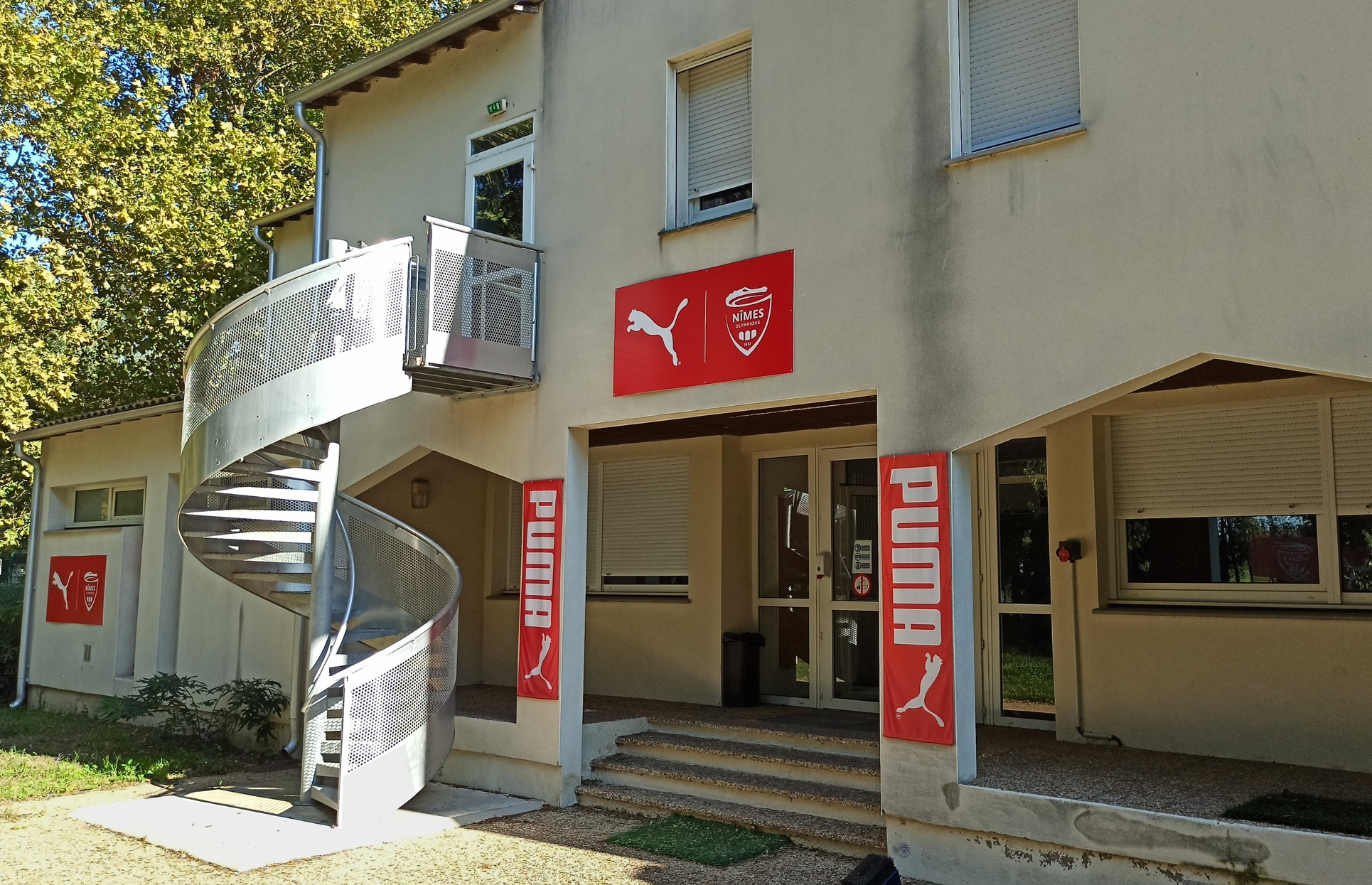
Construit dans les années 1980, l'internat du centre de formation de la Bastide accueille les jeunes joueurs jusqu'en 2021.

Le premier centre de formation du club est agréé le 18 février 1974 sous l'impulsion d'Henri Noël et de Marcel Rouvière, pionnier de la formation nîmoise depuis les années 1950. La même année, ce professeur de sport instaure une section foot-étude au Lycée Alphonse-Daudet en partenariat avec le club. Les joueurs du centre de formation résident successivement dans des villas (dont une appartenant à Pierre Barlaguet) et dans un foyer en centre-ville. Dans la première partie des années 1980, le club place son centre de formation à l'Hippodrome des Courbiers où évolue également l'équipe professionnelle.
Au milieu de cette décennie, la municipalité permet au club d'avoir un nouveau centre de formation,. Propriété de la ville, il se situe au sud de Nîmes entre les communes de Caissargues et de Milhaud . Nommé Domaine de la Bastide, il était initialement pressenti pour abriter le nouveau stade du club. Sur ce lieu, le NO dispose de bâtiments (internat, vestiaires, local médical) et de terrains se situant au même endroit. Le « modèle nîmois » est récompensé par la Fédération française de football du titre de meilleur club professionnel de jeunes en 1982 puis en 1988.
En 2004, le club perd l'agrément de son centre de formation après l'abandon du statut professionnel. Après avoir récupéré ce dernier en 2008, le Nîmes Olympique achète le domaine (10,5 hectares) à la municipalité pour 1 600 000 euros en raison de son « aspect opérationnel et de son cadre exceptionnel ». Débutés en 2010, les travaux de remise en état voient la création d'une pelouse synthétique, de terrains homologués pour les matchs de l'équipe réserve ainsi qu'un réaménagement de l'internat. Le centre de formation est de nouveau agréé en juillet 2012. La direction technique nationale (DTN) le classe dans la catégorie 2 pour ses infrastructures (puis catégorie 1 en 2017) et dans la classe B pour ses résultats,.
Le centre accueille alors des jeunes joueurs à partir de 16 ans. Les joueurs aspirants, de 16 à 18 ans, évoluent dans l'équipe des moins de 18 ans et les stagiaires, jusqu'à 21 ans, jouent dans l'équipe réserve. Depuis 2010, des joueurs comme Renaud Ripart, Gauthier Gallon, Antonin Bobichon ou Sofiane Alakouch sont formés à Nîmes. Les stagiaires de l'équipe réserve disputent le championnat de Régional 1 ainsi que la Coupe Gard-Lozère, qu'ils remportent trois fois dans les années 2010. En 2021, à la suite de la réduction de frais voulue par Rani Assaf, le centre de formation perd de nouveau son agrément et l'internat est déplacé vers un établissement scolaire du centre-ville.
| Nom              | Période   |
| ---------------- | --------- |
| Henri Noël       | 1974-1978 |
| Pierre Barlaguet | 1978-1982 |
| Jean-Marc Soulas | 1982-1984 |
| Patrick Champ    | 1984-1990 |
| Jacky Novi       | 1990-1991 |
| Pierre Barlaguet | 1992-1993 |
| René Girard      | 1993-1995 |

| Nom              | Période   |
| ---------------- | --------- |
| Noël Tosi        | 1995-1996 |
| Didier Brasse    | 1996-1998 |
| Bernard Boissier | 1998-1999 |
| Henri Noël       | 1999-2002 |
| Gilles Morisseau | 2000-2002 |
| Patrick Champ    | 2002-2004 |
| Noël Tosi        | 2010-2011 |

| Nom                    | Période   |
| ---------------------- | --------- |
| Jean-François Pien     | 2011-2013 |
| Bernard Blaquart       | 2013-2015 |
| Christian Mattiello    | 2015-2019 |
| Christophe Chaintreuil | 2019-2021 |
| Yannick Dumas          | 2021-2023 |

### Autres structures

#### Siège et boutique officielle
À ses débuts, le club installe son siège social au cœur de Nîmes et connaît plusieurs déménagements en octobre 1964 et en mars 1973 notamment,,. À la suite du passage vers le stade des Costières en février 1989, le NO transfère ses locaux et quitte le centre-ville. Dans l'attente d'un nouveau stade, le club emménage en février 2022 dans des bureaux loués par la communauté d'agglomération au sud de la cité.
De 2010 à juillet 2015, la boutique officielle du club demeura au 44, boulevard Victor Hugo. En parallèle, le club possédait une autre boutique au stade des Costières jusqu'à sa fermeture en 2023.

## Aspects juridiques et économiques

### Aspects juridiques

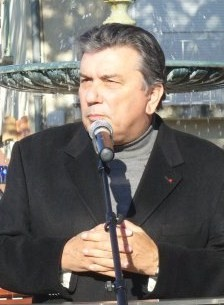
La ville de Nîmes, alors dirigée par Jean-Paul Fournier, privatise le club en 2001.

L'équipe de football professionnel du club est gérée par la société Nîmes Olympique au capital de 4 213 945 euros et possède le statut de société anonyme sportive professionnelle (SASP). Cette société est liée par convention à l'association loi de 1901 Nîmes Olympique Association qui gère actuellement[Quand ?] les équipes U7 à U15 du club. L'association est titulaire du numéro d'affiliation 503313 auprès de la Fédération française de football et possède une part minoritaire du capital de la société.
De 1937 jusqu'aux années 1980, le Nîmes Olympique est uniquement constitué en tant que club associatif. Sous l'impulsion de Jean Bousquet, le premier dépôt d'une société à objet sportif (SOS) au nom de Nîmes Olympique intervient en mars 1985,. Il fait écho à la loi du 16 juillet 1984 incitant les clubs constitués en association loi de 1901 et ayant franchi un certain seuil financier de constituer une société anonyme.
En février 1991, le club laisse la gestion de l'équipe professionnelle à une société d'économie mixte sportive (SEMS). La convention signée entre les deux entités acte la seule gestion du centre de formation et des équipes amateurs du club par l'Association Nîmes Olympique. Dès 1994, cette convention est sujette à des conflits qui se poursuivent avec les différentes directions du club,.
En 1995, la défaite de Jean Bousquet aux élections municipales entraîne plusieurs changements au club. Sa non-réélection en tant que maire de la ville coïncide avec son départ en la qualité de président du NO. La ville de Nîmes, désormais dirigée par Alain Clary, procède à une recapitalisation pour devenir actionnaire majoritaire à hauteur de 51 % après rachat des parts du Conseil général. Cette opération s'accompagne d'un changement de dénomination du statut juridique en société anonyme d'économie mixte sportive (SAEMS).
Au début des années 2000, le nouveau maire Jean-Paul Fournier cherche à vendre le NO. En septembre 2001, la cession est actée pour 4 000 000 francs à la Société financière du Hainaut, majoritaire à 95 % et représentée par Michel Coencas,. Cette arrivée marque le passage de la structure professionnelle en une société anonyme sportive professionnelle (SASP) un mois plus tard. Lors de l'intronisation de Jean-Louis Gazeau en novembre 2002, le club se transforme en une société anonyme simplifiée. En perdant son statut professionnel en 2004, le Nîmes Olympique est contraint de la suspendre pour devenir une association. La SASP est reconstituée lorsque le club retrouve la Ligue 2 en 2008.
En 2021, la SASP est détenue à 78 % par Rani Assaf. Ce dernier arrive en avril 2014 lorsqu'il s'associe à Jean-Marc Conrad, initiateur d'une offre de rachat du club, et à Serge Kasparian, gérant d'un cercle de jeux parisien, pour devenir actionnaire minoritaire. Dans un premier temps, ces deux derniers sont propriétaires de la majorité des parts du club via une société par actions simplifiée (SAS) alors qu'Assaf, également par le biais d'une SAS, ne détient que 48,7 % des actions du NO. Au cours de la saison 2014-2015, l'insolvabilité et les problèmes judiciaires des deux autres investisseurs obligent Assaf à sauver le club de la faillite. En juin 2015, et après avoir menacé de se retirer des négociations, il procède seul à une augmentation de capital de 2,5 M€ l'entraînant de facto actionnaire majoritaire du club.

### Aspects économiques

#### Budget et finances
Le faible tissu économique local et les limites financières de la municipalité expliquent en partie le fait que le Nîmes Olympique n'ait jamais pu disposer, même du temps de sa grandeur, d'un budget particulièrement important,,. C'est ainsi que le club mise rapidement sur des effectifs réduits avec des joueurs formés au club ou originaires de la région afin de baisser les coûts.
Dans son histoire, le club connaît régulièrement des situations précaires. Dès les années 1950 et le passage de Kader Firoud, les moyens financiers des Crocodiles sont considérés comme « limités ». Au milieu des années 1960, la direction ne peut faire que des recrutements via des prêts ou des échanges de joueurs. Malgré le titre honorifique de vice-champion de France en 1972, les faibles conditions salariales proposées voient le départ de joueurs majeurs et font du NO le « maillon faible économique du football français ». En 1978, le club est obligé de vendre le stade à la ville pour survivre et résorber un déficit important. Au début des années 1980, le NO fait partie des clubs aux budgets les moins élevés de la première division. Dans la première partie des années 1990, la situation est identique quand le club retrouve brièvement cet échelon de compétition. Au milieu de cette décennie, Nîmes est même considéré comme exsangue financièrement à la suite de recrutements onéreux.
Après avoir été de nouveau proche du dépôt de bilan en 2002, le Nîmes Olympique possède en revanche l'un des plus gros budgets de la troisième division dans les années 2000. Après leur retour en Ligue 2, les Crocodiles se situent dans une moyenne basse des budgets du championnat lors des années 2010 où l'actionnaire Rani Assaf met en place une gestion rigoureuse visant à équilibrer les comptes. Lorsque l'équipe retrouve l'élite en 2018, Nîmes est l'entité la moins fortunée du championnat. Dans les années 2020, le club cherche ainsi à développer ses actifs et ses propres ressources financières avec la construction d'un nouveau stade via des fonds entièrement privés.
Chaque saison, le Nîmes Olympique publie son budget prévisionnel de fonctionnement après validation auprès de la DNCG, l'instance qui assure le contrôle administratif, juridique et financier des associations et sociétés sportives de football afin d'en garantir la pérennité. Le budget prévisionnel d'un club s'établit en amont de l'exercice à venir et correspond à une estimation de l'ensemble des recettes et des dépenses prévues par l'entité. Le tableau ci-dessous résume les différents budgets prévisionnels du club gardois saison après saison.
| Saison | 1974-1975 | 1979-1980 | 1981-1982 | 1990-1991 | 1991-1992 | 1992-1993 | 1996-1997 | 1997-1998 | 1998-1999 | 2000-2001 | 2003-2004 |
| Budget | 5 MF      | 6,5 MF    | 8 MF      | 27 MF     | 44 MF     | 34 MF     | 15 MF     | 25 MF     | 23,5 MF   | 40 MF     | 3,2 M€    |
| Saison | 2004-2005 | 2007-2008 | 2008-2009 | 2009-2010 | 2010-2011 | 2011-2012 | 2012-2013 | 2013-2014 | 2014-2015 | 2015-2016 | 2016-2017 |
| Budget | 2,5 M€    | 3 M€      | 8,3 M€    | 8 M€      | 8,4 M€    | 5,7 M€    | 9 M€      | 9,3 M€    | 9 M€      | 7 M€      | 8,5 M€    |
| Saison | 2017-2018 | 2018-2019 | 2019-2020 | 2020-2021 | 2021-2022 | 2022-2023 | 2023-2024 | 2024-2025 | 2025-2026 | 2026-2027 | 2027-2028 |
| Budget | 8,5 M€    | 20 M€     | 27 M€     | 40 M€     | 11,5 M€   | 12 M€     | 6 M€      | 5,5 M€    | 3,1 M€    |           |           |

##### Résultat
Comme la majorité des clubs professionnels de football français, le Nîmes Olympique est fortement dépendant des droits audiovisuels qui représentent environ 70 % des ressources du budget réalisé en 2018-2019 (24,57 M€). Les recettes liées aux matchs contribuent à hauteur de 4,26 M€, soit 13 %. Le poste sponsoring et publicité contribuent quant à lui à hauteur de 1,47 M€ soit 5 % du total. Les autres produits représentent 1,95 M€. La rémunération du personnel avec les cotisations sociales (joueurs, staff et autres) représente 20,9 M€.
Le tableau suivant présente un extrait du compte de résultat du Nîmes Olympique depuis la saison 2008-2009.
| Saison    | Championnat | Produits | Produits | Produits | Produits | Produits | Produits | Charges | Charges | Rés. expl. | Mutation | Rés. net |
| Saison    | Championnat | Matchs   | Spons.   | Subv.    | TV       | Merch.   | Total    | Rémun.  | Total   | Rés. expl. | Mutation | Rés. net |
| --------- | ----------- | -------- | -------- | -------- | -------- | -------- | -------- | ------- | ------- | ---------- | -------- | -------- |
| 2008-2009 | Ligue 2     | 1,712    | 1,468    | nc       | 4,352    | nc       | 8,243    | 5,719   | 7,976   | 0,267      | 0,336    | 0,471    |
| 2009-2010 | Ligue 2     | 1,621    | 1,531    | nc       | 4,424    | nc       | 8,295    | 5,873   | 8,578   | -0,283     | 0,570    | 0,210    |
| 2010-2011 | Ligue 2     | 1,255    | 1,772    | nc       | 4,496    | nc       | 8,656    | 5,814   | 8,788   | -0,132     | 1,091    | 0,631    |
| 2011-2012 | National    | nc       | nc       | nc       | nc       | nc       | nc       | nc      | nc      | nc         | nc       | nc       |
| 2012-2013 | Ligue 2     | 1,086    | 1,349    | nc       | 4,642    | nc       | 8,014    | 5,801   | 8,616   | -0,602     | -0,011   | 0,894    |
| 2013-2014 | Ligue 2     | 0,943    | 1,339    | nc       | 4,627    | nc       | 7,921    | 5,538   | 8,502   | -0,581     | 1,453    | 0,085    |
| 2014-2015 | Ligue 2     | 0,971    | 1,279    | nc       | 4,720    | nc       | 7,870    | 5,428   | 9,170   | -1,300     | 0,022    | -1,642   |
| 2015-2016 | Ligue 2     | 0,964    | 0,856    | nc       | 4,594    | nc       | 7,409    | 5,542   | 8,545   | -1,136     | 0,032    | -1,565   |
| 2016-2017 | Ligue 2     | 1,293    | 0,549    | nc       | 5,364    | nc       | 8,281    | 5,604   | 8,726   | -0,445     | 0,500    | 0,071    |
| 2017-2018 | Ligue 2     | 1,681    | 0,650    | nc       | 6,255    | nc       | 9,288    | 9,226   | 12,742  | -3,454     | -0,004   | -3,662   |
| 2018-2019 | Ligue 1     | 4,261    | 1,474    | nc       | 24,574   | nc       | 32,264   | 20,899  | 28,527  | 3,737      | 0,228    | 3,206    |
| 2019-2020 | Ligue 1     | 3,999    | 1,491    | nc       | 12,674   | nc       | 20,900   | 19,962  | 29,438  | -8,535     | 11,665   | 8,462    |
| 2020-2021 | Ligue 1     | 0,377    | 1,343    | nc       | 18,666   | nc       | 24,458   | 20,512  | 33,023  | -8,565     | -0,368   | -7,760   |
| 2021-2022 | Ligue 2     | 0,569    | 0,800    | nc       | 7,500    | nc       | 11,075   | 6,029   | 15,400  | -4,325     | 5,203    | 1,107    |
| 2022-2023 | Ligue 2     | 0,831    | 0,811    | nc       | 4,619    | nc       | 8,520    | 7,260   | 13,105  | -4,585     | 0,719    | -3,203   |

##### Sponsors et équipementiers
Kipsta, qui fournit les maillots du club depuis 2022, est le huitième équipementier qu'ait connu le Nîmes Olympique. L'équipementier français Le Coq sportif a été le premier d'entre eux. Il est apparu sur les maillots entre 1966 et 1974. Adidas, qui prend la suite à partir de 1974, est actuellement[Quand ?] l'équipementier le plus fidèle au club. D'autres marques prennent après le relais : ABM de 1992 à 1998, Viasport de 1998 à 1999[réf. nécessaire], Hummel de 1999 à 2002, Erreà de 2002 à 2016, Puma de 2016 à 2022,, Kipsta de 2022 à 2025 puis Eldera à partir de 2025,.

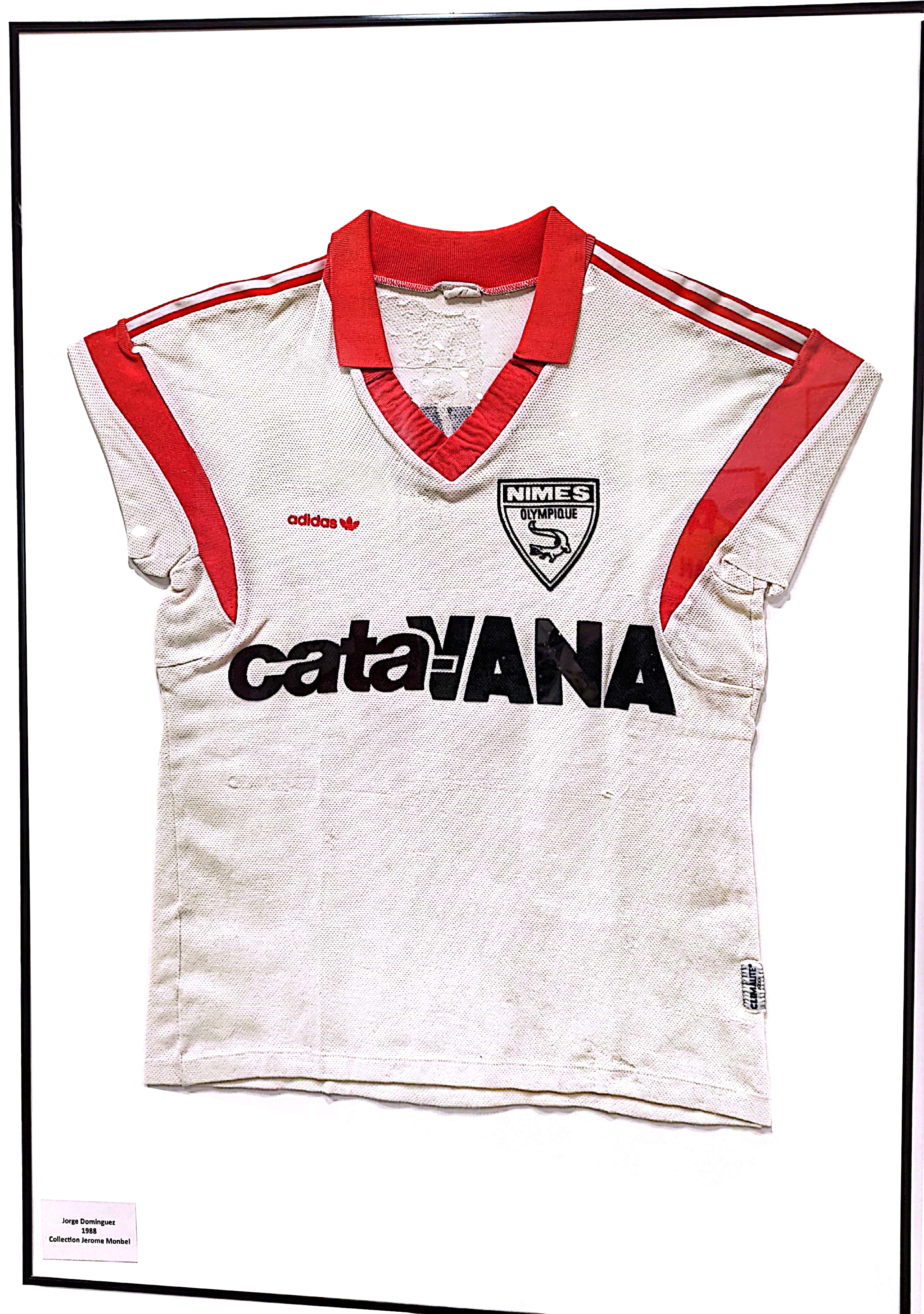
L'entreprise Catavana est le sponsor principal du Nîmes Olympique de 1986 à 1992.

Lors de la saison 1968-1969, et à l'instar des autres clubs professionnels sur la demande du Groupement, Vittel devient la première marque à apposer son logo sur les maillots du Nîmes Olympique. Les sponsors choisis directement par les clubs apparaissent eux sur les maillots la saison suivante, Nîmes devenant ainsi le premier club français à arborer une publicité de ce genre avec l'Olympique de Marseille, l'AS Monaco et l'US Dunkerque. Le 3 septembre 1969, la maison de couture Cacharel, sous l'impulsion de Jean Bousquet, devient ainsi pionnière lors d'une rencontre à domicile face au RC Paris-Sedan. L'entreprise collabore avec le NO jusqu'en 1975.
Vendome, enseigne nîmoise de prêt-à-porter, sponsorise le club pour les matchs à domicile de 1974 à 1975, là où l'entreprise Grumbach Tissus apparaît à l'extérieur. La saison suivante, Zan, confiseur originaire du Gard, s'installe sur les maillots pour deux années avant de céder sa place en 1977 à Kindy, sponsor du Nîmes Olympique durant les sept saisons suivantes,. Située à Aimargues, la marque de sous-vêtements Éminence reprend le flambeau en 1984. Le contrat signé en 1985 avec Bic oblige le NO à évoluer pendant une saison en maillot orange, couleur représentative de la marque. À partir de 1986, le groupe d'outillage Catavana devient le sponsor principal du club,.
En 1992, l'enseigne nîmoise dépose le bilan et cède sa place à « De Nîmes », un label regroupant des entreprises locales sous l'impulsion du maire de Nîmes Jean Bousquet. En 1994, Cacharel conclut un accord avec le club en contrepartie d'une rémunération de 9 millions de francs étalés sur six ans. Finalement, ce contrat est racheté en 1999 par le Nîmes Olympique qui laisse place à la radio RMC en tant que sponsor principal. Ce partenariat, qui n'entraîne aucun revenu direct au NO et qui est un échange de marchandises entre les deux entités, est stoppé en 2000 après l'arrivée de Majestic Cinémas. Le Club Perrier du Gard prend ensuite la relève de 2001 à 2003. Durant le parcours européen du club en 1996, la compagnie britannique ICL appose son nom sur les maillots pour 120 000 F.
Dans les années 2000, l'arrivée de Jean-Louis Gazeau marque l'instauration immédiate d'un long partenariat avec l'entreprise MacDan. Cette enseigne de déstockage, dont les gérants deviennent actionnaires minoritaires du club durant le mandat de Gazeau, est de 2004 à 2014 le sponsor principal présent sur les maillots. Une exception est effectuée lors de la saison 2010-2011 et une apparition conjointe avec le groupe Hespéride.
En 2014, le nouveau président Jean-Marc Conrad, ancien boulanger, conclut un accord avec la chaîne Marie Blachère. À la suite de l'affaire des matchs présumés truqués, le Nîmes Olympique ne trouve pas de partenaire majeur et dispute la saison 2015-2016 avec un maillot vierge hormis lors des trois dernières rencontres à domicile. Cette absence de sponsor se poursuit jusqu'en 2018, année où la société immobilière Hectare s'engage. Dans le cadre d'un partenariat globalisé, Bastide Le Confort Médical prend la suite à partir de 2020.
Par ailleurs, la ville de Nîmes, la Communauté d'agglomération de Nîmes, le Conseil régional d'Occitanie et le Conseil général du Gard sont, de temps à autre, les partenaires institutionnels du club.

## Culture populaire

### Affluence
Au stade Jean-Bouin, le record officiel d'affluence est de 15 922 personnes présentes lors de la rencontre opposant le Nîmes Olympique à l'Olympique de Marseille (2-1) pour le compte de la 19e journée du championnat 1953-1954. Dans le stade des Costières, la meilleure affluence est également réalisée contre l'OM en première division : le 19 janvier 1992, ce sont 22 365 spectateurs qui assistent à la 25e journée de championnat.
Depuis les années 1950, les montées du club dans l'élite s'accompagnent régulièrement d'un nouveau record d'affluence moyenne. Au stade Jean-Bouin, la première arrivée du club en Division 1 attire en moyenne 11 600 personnes lors de la saison 1950-1951, soit le meilleur bilan établi dans cet antre. Le stade des Costières voit 12 240 personnes assister en moyenne aux matchs à domicile du club lors de la saison 1991-1992. Ce record est battu pour la saison 2018-2019 avec 13 827 spectateurs de moyenne par match.
Ce constat vaut également pour le nombre d'abonnés. En 2018, 11 062 supporters s'abonnent pour suivre les matchs du club à domicile lors du retour du Nîmes Olympique en Ligue 1, ce qui constitue un nouveau record.

### Supporters
Le public nîmois est souvent considéré comme « chaud »,, « exigeant » mais « connaisseur »,. À ce titre, Nîmes est régulièrement citée comme une « ville de football »,. L'ambiance au stade Jean-Bouin fait naître une forme de crainte pour les adversaires en raison d'un contexte atypique,. En comparaison, et bien que régulièrement vantée, l'atmosphère au stade des Costières est jugée moins impactante.
Dès 1932, un groupe de supporters autour d'un club de football à Nîmes émerge avec une hiérarchie établie. L'Association des Supporters du Sporting Club de Nîmes (ASSCN) apparaît au moment de la professionnalisation du Sporting Club nîmois (SCN). Le siège de l'ASSCN devient d'ailleurs le lieu de vie commun des supporters du Nîmes Olympique à la fin de la Seconde Guerre mondiale,,.

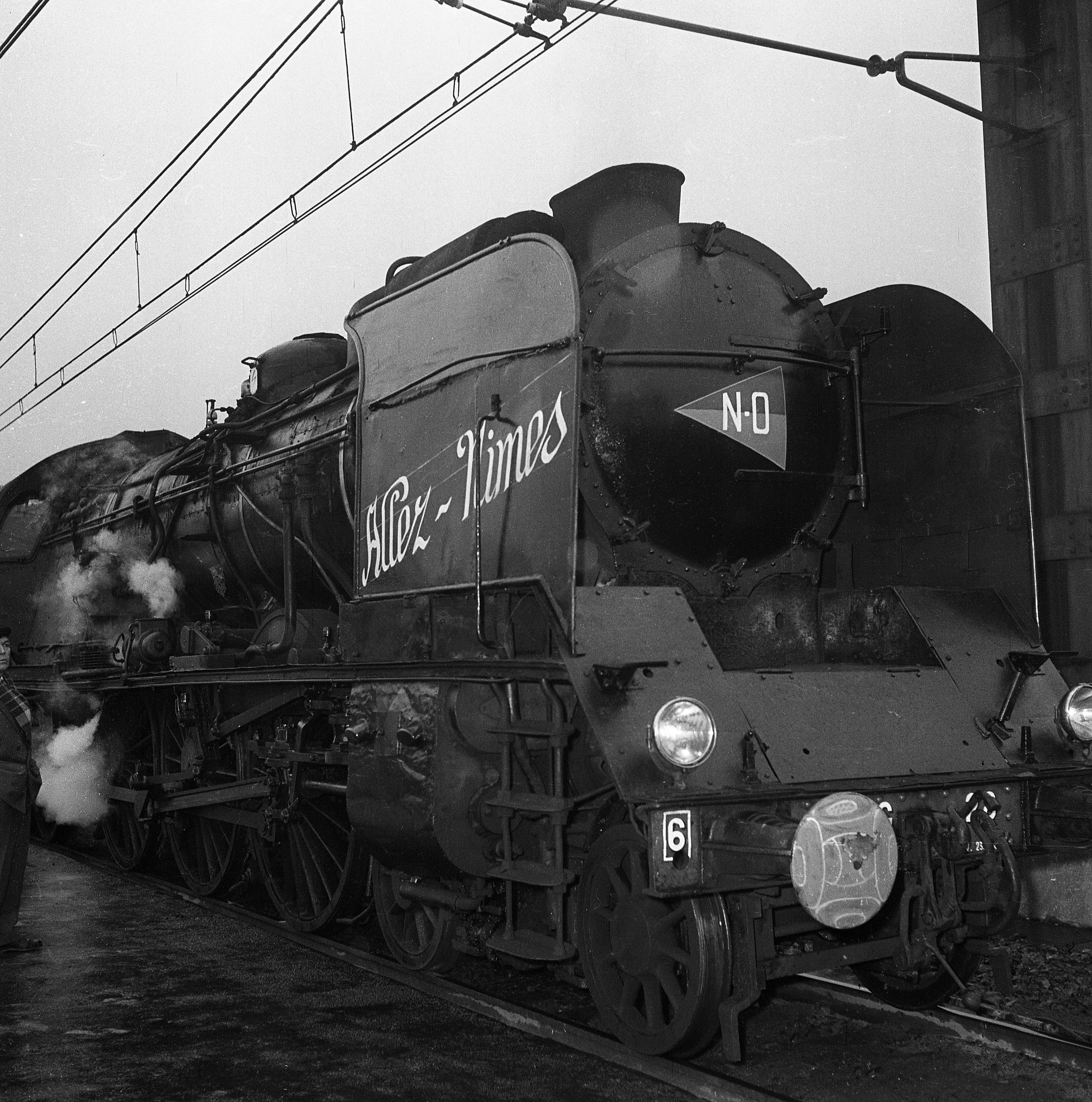
Pour la première finale de Coupe de France du club en 1958, une locomotive est personnalisée avec l'inscription Allez Nîmes et un fanion NO.

À l'issue de celle-ci, des groupements de supporters sont officiellement recensés comme l'Association des supporters, créée en 1946,, et les Amis du Nîmes Olympique.
Née de la fusion des deux entités, l'Union des supporters du Nîmes Olympique (USNO) voit le jour en 1948. Sous son égide, une structuration se met en place par des déplacements organisés en train ou en bus, par l'apparition d'un siège et d'un bureau directeur, par la rédaction d'un journal ou encore par le financement de championnats locaux amateurs.
Dans les années 1950, l'engouement autour du club voit entre 6 000 et 10 000 supporters se rendre à Paris ou à Lyon pour assister aux rencontres de Coupe de France que dispute le NO,. Les bons résultats de l'équipe au début des années 1970 élargissent l'audience du club nîmois avec des arrivées fréquentes de supporters en autocar depuis Mende, Narbonne, Avignon et Marseille. Durant cette décennie, l'USNO compte plusieurs sections officielles de supporters dans le Gard, le Vaucluse et les Bouches-du-Rhône.
Le plus important groupe de supporters est les Gladiators Nîmes 1991. L'association, fondée en 1991 comme son nom l'indique, compte une centaine d'adhérents qui en tant qu'ultras encouragent le Nîmes Olympique via des chants, des tifos et des déplacements à l'extérieur. Depuis leur création, et à l'exception de rares occasions, les GN91 se situent en pesage Est lorsque le club évolue au stade des Costières. Ils ont par ailleurs scellé une amitié avec la Brigade Ultra 88 et les Allentati Fasano, respectivement groupe de supporters du FC Mulhouse et de l'US Città di Fasano en Italie. Ils revendiquent également une idéologie apolitique et antiraciste. En 2025, le groupe annonce sa mise en sommeil.
D'autres groupes de supporters existent tels le Club central des supporters, Nemausus 2013, Crocos pour toujours ou l'Entente des supporters et sont également reconnus par le Nîmes Olympique. En parallèle, l'animation officielle des tribunes est assurée depuis 2025 par Baptiste Boyer.
Parmi les supporteurs du Nîmes Olympique, on peut notamment citer Stéphane Plaza, Florian Gazan, Philippe Corti, Daniel Guiraud, Gilbert Baumet, Damien Abad, Henri Boucoiran ou encore les journalistes Jean-Jacques Bourdin, parrain puis président d'honneur du club à partir de 2014,, et Eugène Saccomano qui a joué au club en catégorie junior et cadet.

### Médias
Le Nîmes Olympique est suivi par la presse régionale notamment par Midi Libre, La Provence, La Gazette de Nîmes et Objectif Gard. D'autres quotidiens comme Le Méridional, Le Provençal, Le Petit Méridional ou La Marseillaise ont également fait état de l'actualité des Crocodiles. Concernant la radio locale, France Bleu Gard Lozère couvre les matchs du club gardois. L'antenne régionale de France 3 revient régulièrement sur l'actualité du club via les différentes éditions du journal télévisé.
Le magazine Allez Nîmes est édité pour la première fois le 5 octobre 1947. Vendu lors des rencontres à domicile, ce journal évoque de manière détaillée les sujets concernant le NO. Il se définit premièrement comme « l'organe officiel du club » avant d'être géré par l'Union des supporters du Nîmes Olympique (USNO) à partir des années 1950. Renommé Le Crocodile en 1956, il devient par la suite gratuit avant de voir sa publication cesser en 1988. Dans les années 2000, le club réédite pendant quelques saisons un magazine titré Le journal des Crocos et distribué les soirs de matchs à domicile.
Le 20 février 1965, le match de championnat Nîmes-FC Nantes (0-3) est l'occasion d'une première rencontre télévisée pour le NO. De 2008 à 2015, la télévision locale Télé Miroir (renommée par la suite TV Sud) diffuse Croco hebdo, émission hebdomadaire consacrée à l'actualité du NO où sont fréquemment invités les protagonistes du club.

### Rivalités

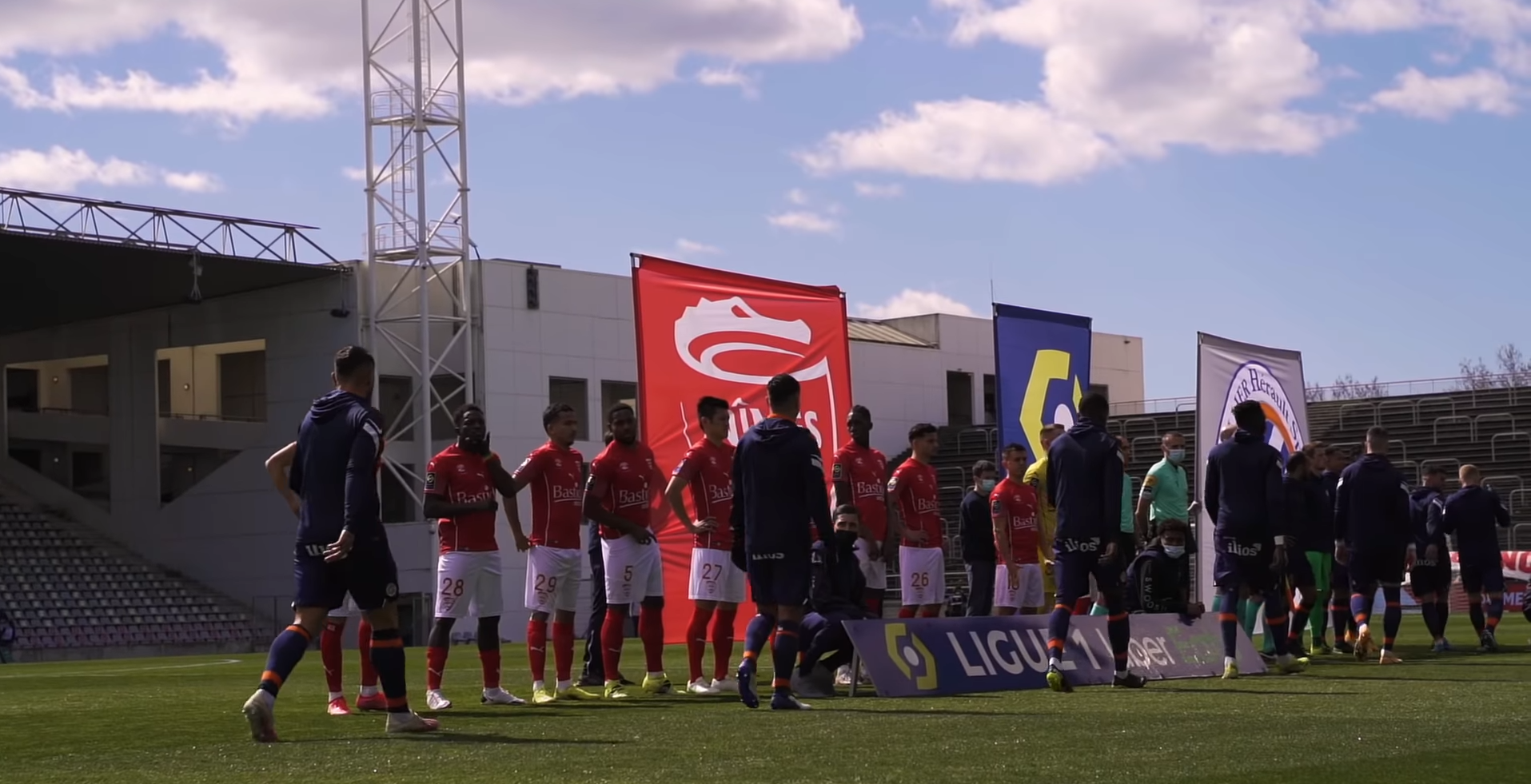
Entrée des joueurs avant un derby entre le Nîmes Olympique et le Montpellier HSC.

Le club est opposé dès sa création à des équipes géographiquement proches. En championnat, le Nîmes Olympique dispute ainsi des derbys contre d'autres clubs régionaux comme le SO Montpellier, l'Olympique alésien puis le FC Sète, ancien rival du SC nîmois. Après une victoire face au club sétois en 1947, le magazine Allez Nîmes décrit notamment les supporters nîmois comme « fous de joie et délirants ». Cependant, à partir des années 1950, l'essor des Crocodiles combiné au déclin des autres clubs languedociens réduit la rivalité sportive et le nombre de confrontations.
Au début des années 1970, une rivalité naît avec l'Olympique de Marseille. Les deux clubs se disputent alors le titre de champion de France et livrent des matchs très engagés. Lors d'une rencontre de coupe, des actes de vandalisme sont constatés sur des voitures immatriculées dans les Bouches-du-Rhône. Cet antagonisme s'estompe ensuite, les deux clubs ne s'affrontant que rarement les années suivantes. Durant la même décennie, des rencontres face à l'OGC Nice et l'AS Saint-Étienne sont l'objet de moments houleux,,.
| Club             | Saisons | J  | V  | N  | D  |
| ---------------- | ------- | -- | -- | -- | -- |
| Montpellier HSC  | 18      | 37 | 12 | 15 | 10 |
| Olympique d'Alès | 20      | 40 | 14 | 14 | 12 |

La notion de rivalité existe entre la ville de Nîmes et la ville de Montpellier en raison de la proximité géographique et des trajectoires différentes de développement au XXe siècle,. Lors de la saison 1945-1946, des incidents éclatent au cours d'un match où les deux clubs luttent pour monter en première division. Pour autant, l'idée d'un véritable derby avec le MHSC ne se concrétise qu'à la fin des années 1970. Cette période voit le club héraultais récupérer progressivement le leadership régional et enrôler des Nîmois emblématiques comme Michel Mézy, Louis Landi ou Kader Firoud. Plus fréquentes, les rencontres deviennent attendues à partir des années 1980. La victoire du Nîmes Olympique tout comme les propos du président montpelliérain lors de la demi-finale de la Coupe de France 1996 exacerbent les derbys suivants. Au XXIe siècle, et malgré le peu de confrontations entre les deux équipes, l'attente reste présente avec des dérapages verbaux ou des rixes entre supporters,,.
Une rivalité régionale existe avec l'Olympique d'Alès en Cévennes mais de manière beaucoup moins prononcée pour les supporters nîmois de nos jours. Dès les années 1930, les rencontres face à Alès sont en revanche appelées Derby Gardois dans la presse locale,. En mars 1950, le déplacement au stade municipal de la Prairie est même houleux pour les Nîmois qui déplorent cinq blessés à la suite d'une rencontre. Durant cette période, un antagonisme est présent entre les partisans des deux camps. Basé dans le même département que Nîmes (45 kilomètres séparent les deux villes), Alès évolue dans une division identique au NO durant une vingtaine de saisons.
| Les clubs voisins du Nîmes Olympique.          | \| Division des clubs lors de la saison 2025-2026 \| Division des clubs lors de la saison 2025-2026 \| \| ---------------------------------------------- \| ------------------------------------------------------------------------------------- \| \| \| Ligue 2 : MHSC National 2 : Nîmes Olympique National 3 : Olympique d'Alès en Cévennes \| |
| Division des clubs lors de la saison 2025-2026 | |
|                                                | Ligue 2 : MHSC National 2 : Nîmes Olympique National 3 : Olympique d'Alès en Cévennes |

## Autres équipes

### Équipe réserve et équipes de jeunes
À sa création, le Nîmes Olympique possède une équipe réserve disputant des coupes locales ou des matchs amicaux,. Après une fusion éphémère avec le Stella Club nîmois au sortir de la Seconde Guerre mondiale, la réserve intègre en 1946 le championnat de Promotion d'honneur Gard-Lozère (PH, niveau 5),. En 1961, l'équipe est supprimée en raison d'un coût jugé trop onéreux par le président Jean Chiariny.

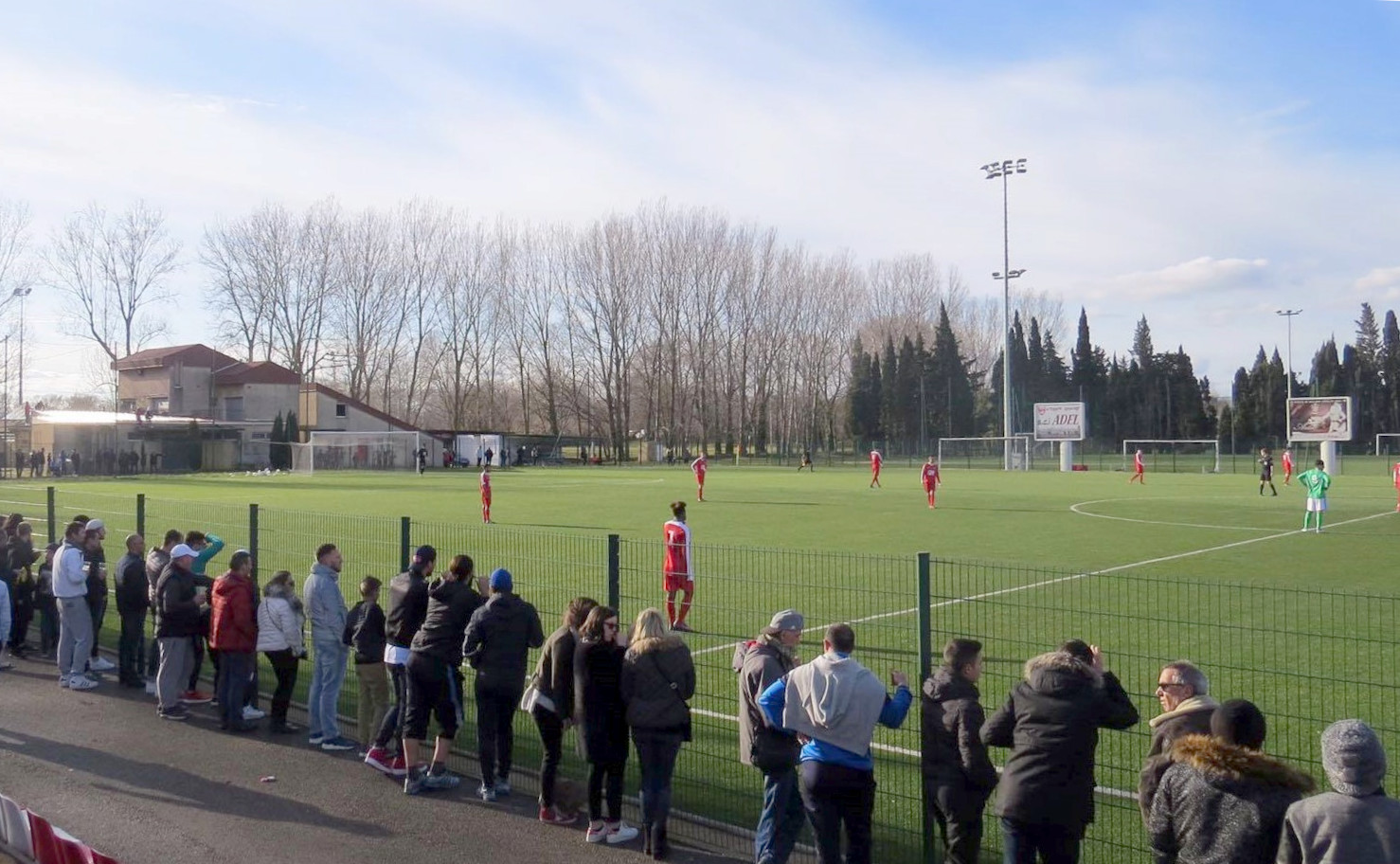
Ici en Coupe Gambardella, le Nîmes Olympique reçoit l'AS Saint-Étienne.

Après deux années sans activité officielle, les joueurs de Marcel Rouvière reprennent la compétition en obtenant une dérogation leur permettant de repartir en PH. La réserve finit en tête de son championnat et retrouve la Division d'Honneur (niveau 4) en 1964. Dans les années 1970, une réforme intègre les mondes professionnels et amateurs et voit le Nîmes Olympique participer à la Division 3. Sous la houlette d'Henri Noël, la saison 1971-1972 se ponctue par un titre de champion du groupe Sud.
La Division 4, dans laquelle joue Nîmes depuis 1989, devient mixte entre clubs professionnels et amateurs en 1993 : la réserve passe ainsi automatiquement du 4e niveau au 5e niveau. En 2002, elle est reléguée en Division d'Honneur (niveau 6) et redécouvre le niveau régional durant une saison. Avec Jean-Luc Vannuchi, les Crocodiles terminent premiers de leur groupe (CFA 2, niveau 5) en 2006 mais ne peuvent évoluer à l'échelon supérieur, l'équipe fanion évoluant en National. Cette situation s'est également présentée en 1967 lorsque la réserve, championne de son groupe, n'avait pu accéder à la Division 3 en raison de la descente de l'équipe professionnelle,.
Avec le retour du club dans l'élite à la fin des années 2010, la réserve du NO valide son accession en National 2 (niveau 4) grâce au titre obtenu en 2018. Entraînée par Mickaël Gas depuis 2024, l'équipe réserve du Nîmes Olympique évolue en Régional 1 lors de la saison 2024-2025. Durant la majeure partie de son histoire, l'équipe réserve du Nîmes Olympique oscille entre le troisième et le cinquième échelon du football français,. Parallèlement au championnat, elle remporte deux fois la Coupe du Languedoc-Roussillon et à douze reprises la Coupe Gard-Lozère.
Comme pour la réserve, le club dispose dès ses débuts d'équipes de jeunes. Parmi les premières catégories mentionnées, les cadets et les juniors sont cités. Ces derniers remportent la Coupe Gambardella face au RC Joinville en 1961 (2-0), face au SC Toulon en 1966 (3-2), face à l'ES Viry-Châtillon (3-0) en 1969 et face au Stade de Reims en 1977 (3-1). De leur côté, les cadets du club remportent le titre de champion de France de leur catégorie en 1975 puis en 1982. Les poussins triomphent dans la Coupe nationale des poussins en 1994.
| Équipe réserve | Sections de jeunes |
| --- | --- |
| - Championnat de France D3 - Vainqueur de groupe : 1972 - Championnat de France D4 - Vainqueur de groupe : 1980 - Championnat de France D5 - Vainqueur de groupe : 2006, 2018 - Championnat du Sud-Est (2) - Champion : 1956, 1967 - Coupe du Languedoc-Roussillon (2) - Vainqueur : 1992, 2003 - Coupe Gard-Lozère (12), - Vainqueur : 1959, 1961, 1964, 1966, 1970, 1985, 1988, 1992, 2006, 2010, 2015, 2016 | - Coupe Gambardella (4) - Vainqueur : 1961, 1966, 1969, 1977. - Finaliste : 2004. - Championnat national des cadets (2) - Vainqueur : 1975, 1982 - Coupe nationale des poussins (1) - Vainqueur : 1994. |

### Équipe féminine
En 1969, le Nîmes Olympique crée officiellement une section féminine sous l'impulsion de Brigitte Martin, présidente de l'entité et professeur d'EPS,. L'équipe est entraînée par Raymond Saut et évolue en lever de rideau de matchs masculins. Cette section est abandonnée en 1972.
En 2012, le Football féminin Nîmes Métropole Gard (FFNMG) signe un partenariat avec le NO afin de fusionner progressivement les deux entités. Cet accord, qui acte le changement du logo et des couleurs du FFNMG, vise à intégrer le club dans l'élite du football féminin français. L'objectif est atteint lors de la saison 2015-2016 où les Nîmoises accèdent à la première division pour la première fois de leur histoire. Malgré ces rapprochements, les fusions envisagées en 2016 puis en 2018 sont finalement laissées en suspens.